# محمدشاه
محمدشاه قاجار (۶ ذیقعده ۱۲۲۲ ه‍.ق – ۶ شوال ۱۲۶۴ ه‍.ق) سومین شاه از ایران قاجاری بود که از ۱۸۳۴ تا ۱۸۴۸ میلادی حکومت کرد. او نوهٔ فتحعلی‌شاه و فرزند عباس میرزا بود. ناصرالدین شاه چهارمین شاه قاجاری فرزند وی است. محمدشاه تا پیش از رسیدن به تاج‌وتخت، محمد میرزا نامیده می‌شد و معروف به ولیعهد ثانی بود.
محمد میرزا در کودکی مادرش را از دست داد و پدرش او را به حاجی میرزا آقاسی سپرد که تأثیر زیادی بر شخصیت او گذاشت و در گرایش‌های صوفی‌مآبانه‌اش اثرگذار بود. او در جنگ‌های ایران و روسیه به فرماندهی پدرش شرکت داشت و پس از مرگ پدرش شورایی تشکیل شد که در آن محمد میرزا به ولایتعهدی ایران برگزیده شد. او که در این زمان برای محاصره هرات در خراسان بود به تهران فراخوانده شد و به همراه قائم‌مقام فراهانی به سمت پایتخت رفت و در آن‌جا مناصب پدرش به او رسید. او راهی آذربایجان شد اما مدت زیادی از ورودش به تبریز نگذشته بود که فتحعلی‌شاه درگذشت. محمدشاه برای در اختیار گرفتن تاج‌وتخت خود به کمک قوای روسیه و انگلیس به سمت تهران به راه افتاد. مرگ فتحعلی‌شاه منجر به شورش تعدادی از پسران او مانند ظل‌السلطان و حسینعلی‌میرزا فرمانفرما شد، اما شاه جدید به تدبیر قائم‌مقام فراهانی، صدر اعظم جدید، شورشیان را سرکوب و اوضاع ایران را آرام کرد.
روابط محمدشاه و قائم‌مقام تیره شد و او دستور به برکناری، حبس و سرانجام اعدامش را داد و حاجی میرزا آقاسی را به صدارت برداشت. چندی بعد محمدشاه با نیت برقراری مجدد حاکمیت ایران بر هرات به سمت این شهر لشکرکشی کرد اما با اشغال جزیره خارک توسط انگلیسی‌ها و تهدید به حمله نظامی مجبور به عقب‌نشینی شد. پس از بازگشت به تهران، شورشی توسط علمای شیعه در اصفهان به راه افتاد و او برای سرکوب شورش راهی این شهر شد. همزمان با حضور محمدشاه در هرات، والی بغداد به خرمشهر حمله و شهر را غارت کرد که این مسئله و در کنار مواردی دیگر، ایران و عثمانی را تا آستانه جنگ پیش برد. اما پادرمیانی انگلیس و روسیه از افزایش تنش‌ها و بروز جنگ جلوگیری کرد و در عوض منجر به امضای عهدنامه ارزروم شد. در دوران محمدشاه، تحت فشار انگلستان، تجارت برده در خلیج فارس ممنوع اعلام شد. شاه ابتدا به دلیل مجاز بودن خرید و فروش برده در اسلام با ممنوع‌کردن آن مخالف بود، اما در آخر پذیرفت. از دیگر اتفاقات مهم دوران او، ظهور باب بود که محمدشاه و صدر اعظمش حاضر نشدند با فتوای روحانیون شیعه مبنی بر قتل او موافقت کنند. در سال‌های پایانی سلطنت حال جسمانی او رو به وخامت رفت و پس از چهارده سال حکومت در ۴۲ سالگی درگذشت. پس از مرگش ناصرالدین‌میرزا جانشین او شد.
عصر محمدشاه را از ادوار گرایش به خردگرایی، آزاداندیشی و باستان‌گرایی در ایران برمی‌شمارند. دولت درویشیِ محمدشاه و حاجی میرزا آقاسی منجر به ظهور جنبش‌های اجتماعی پرشماری در سطح کشور شد که خواستار برپایی دولتی سکولار بودند و برخی‌شان حتی علناً به نقد اسلام پرداختند و موجودیت خدا را به چالش کشیدند. این وضعیت و حمایت شاه از آن، روحانیون شیعه را خوش نیامد و از همان آغاز حکومت محمدشاه، به مقابله با او برخاستند. شاه نیز که حکومتی عرفی را از حکومت شرعی مناسب‌تر می‌دانست، در عملی که آن را «امری بی‌سابقه در ایران» خواندند، علیه سیدمحمدباقر شفتی، برجسته‌ترین روحانی شیعه آن عصر، لشکر آراست و شورش او در اصفهان را سرکوب کرد.

## زمینه تاریخی
آقامحمدخان در ۱۷۹۵ میلادی مشغول تابع‌کردن ولایات شرقی ایران بود، روس‌ها به ایران حمله کردند و شاه بدون اینکه حاکمیت خود را در شرق کشور، از جمله در هرات، تحکیم کند مجبور شد راهی قفقاز شود. روس‌ها پیش از رسیدن او به قفقاز عقب‌نشینی کردند اما در همین سفر بود که آقامحمدخان را به قتل رساندند. در زمان فتحعلی‌شاه، اختلافات ایران و روسیه در مورد حاکمیت بر گرجستان به جنگ‌هایی انجامید که با شکست ایران در چند مرحله همراه شد؛ به موجب عهدنامه‌های گلستان و ترکمانچای، قسمت‌های زیادی از خاک ایران جدا شد و ایران ناچار شد امتیازات زیادی به روسیه بدهد. این جنگ همچنین تصویر جهانی ایران را به سطح کشوری ضعیف با مرزهای بی‌ثبات تنزل و غرور ایرانیان را تحت‌الشعاع قرار داد.
در اروپا، انگلستان به عنوان یک قدرت استعماری، منافع زیادی از حاکمیت بر هند کسب می‌کرد و برای جلوگیری از دسترسی روسیه به این منطقه، به ایران به عنوان یک سد محکم می‌نگریست. از سوی دیگر، این قول معروف شده بود که روسیه تزاری در سودای رسیدن به آب‌های گرم آزاد در جنوب ایران، در نظر دارد حاکمیت خود را بر خاک ایران توسعه دهد. بنابراین در دوران فتحعلی‌شاه، صحنه سیاسی ایران جولانگاهی برای حکومت‌های روسیه و انگلیس جهت دریافت امتیازات متعدد و توسعه نفوذ سیاسی بود.
در سال‌های بین دو جنگ با روسیه، مسائل مختلفی منجر به بروز جنگی میان ایران و عثمانی در ۱۸۲۱ میلادی شد که با پیروزی نظامی ایران و انعقاد عهدنامه اول ارزوم در سال ۱۸۲۳ میلادی به پایان رسید. این عهدنامه اختلافات بنیادین که مهم‌ترین آن تعیین حدود دو دولت بود را حل و فصل نکرد و آن را مبهم باقی گذاشت. اختلافاتی مانند آزار زائران ایرانی مکان‌های مقدس شیعه توسط عثمانی و تابعیت ایلات مرزی نیز وجود داشت. مسئله مورد اختلاف دیگر رقابت تجاری میان خرمشهر و بصره بود.
فتحعلی‌شاه از آغاز سلطنتش در تلاش بود خود را در چشم علمای شیعه یک پادشاه مؤمن جلوه دهد و تا آنجا پیش رفت که سلطنت خود را به نیابت از علما اعلام کرد. در این عهد اصفهان دوباره چهره پایتخت مذهبی ایران را به خود گرفت و دولت دست روحانیون شیعه را در آزار و اذیت اقلیت‌های مذهبی باز گذاشت. گروهی که بیشتر از همه آزار دیدند، صوفیان بودند. حتی خود فتحعلی‌شاه نیز در آزار آنان پیشقدم بود؛ به گونه‌ای که در دست‌خط‌های او سندی مبنی بر دستور به «خفه‌کردن» رهبران صوفی تبریز وجود دارد.

## اوایل زندگی

### تولد و کودکی
محمد میرزا، بزرگ‌ترین پسر شاهزاده عباس میرزا از میان بیست و پنج پسر او، در ۵ ژانویه ۱۸۰۸ م (۶ ذیقعده ۱۲۲۲ ه‍.ق) متولد شد و مادرش گلین خانم، دختر میرزا محمدخان قاجار دولو بود. به منظور گرامی داشتن خاطره آقامحمدخان قاجار و همچنین به دلیل علاقه عباس میرزا به مؤسس سلسله، ولیعهد به پیشنهاد فتحعلی‌شاه نام پسرش را محمد نهاد. شاه برای برقراری همبستگی میان خانواده سلطنتی و جناح‌های رقیب خاندان قاجار، محمد میرزا را در حالی که تنها ۱۲ سال داشت از تبریز به تهران فراخواند تا با دختر محمدقاسم‌خان ظهیرالدوله، ملک‌جهان خانم که بعدها مهدعلیا لقب گرفت، ازدواج کند. این عروسی در ذوالقعده سال ۱۲۳۴ قمری برابر با سپتامبر ۱۸۱۹ برگزار شد. اما ازدواج مذکور به گونه‌ای که انتظار می‌رفت از آب در نیامد. از همان آغاز، مادر شاهزاده که از شاخه دولو بود با عروس خود که قوانلو بود، رابطه سردی پیدا کرد. تفاوت شخصیتی که بین محمد میرزا و ملک‌جهان خانم وجود داشت، به مرور بین آن دو فاصله انداخت و این وضعیت با مرگ پیاپی نوزادانشان بسیار بدتر شد. محمد میرزا درون‌گرا بود و تحت‌تأثیر نظرهای اطرافیان قرار می‌گرفت و ملک‌جهان خانم پرتکاپو و سلطه‌جو بود. تنها دو تن از فرزندان حاصل از این ازدواج تا بزرگسالی زنده ماندند: ناصرالدین میرزا که بعدها ولیعهد و سپس شاه ایران شد و عزت‌الدوله که به ازدواج امیرکبیر نخستین صدر اعظم ناصرالدین‌شاه درآمد. اختلافات میان محمد میرزا و ملک‌جهان خانم شخصیت ناصرالدین‌میرزا و دوران پادشاهی او را تحت تأثیر قرار داد.

### آموزش

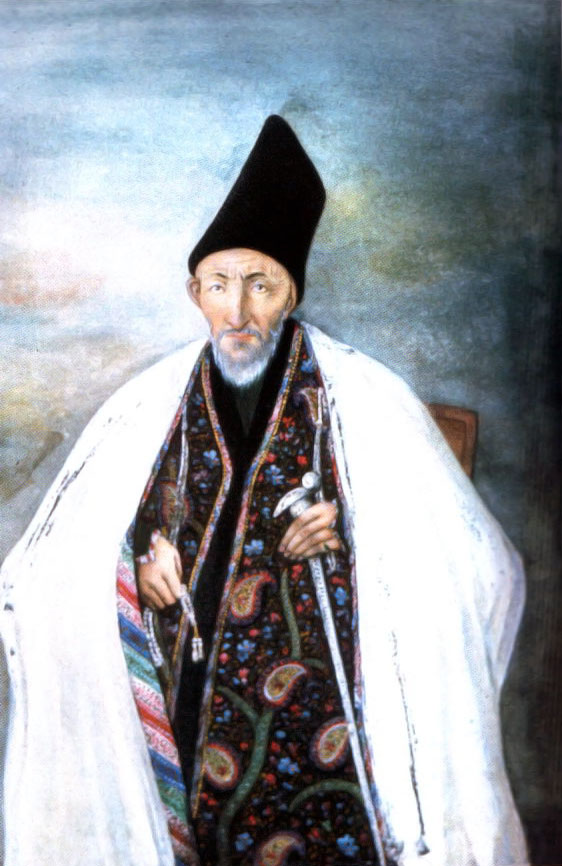
حاجی میرزا آقاسی، درویشی که در گرایش‌های صوفی‌مآبانه محمدشاه تأثیر مهمی داشت.

محمد میرزا در کودکی و جوانی، پسری «کم حرف» و «خجالتی» بود و در ظاهر هیچ جاه‌طلبی سیاسی نداشت. او تحصیلات مرسوم درباری را در تبریز پشت سر گذاشت و خوشنویس زبردستی شد. با این حال، سطح علم او در مقایسه با برادران دیگرش به ویژه جهانگیر میرزا و فرهاد میرزا که تحت آموزش دو قائم‌مقام (میرزا عیسی و بعد پسرش میرزا ابوالقاسم فراهانی که به صدر اعظمی رسید) قرار گرفتند و در کاتبی و علوم دیگر سرآمد شدند، محدود بود. پس از اینکه آوازه یک درویش در تبریز پیچید، میرزا عیسی قائم‌مقام او را به دربار خود فراخواند. این شخص حاجی میرزا آقاسی نام داشت. پس از مرگ میرزا عیسی، میرزا ابوالقاسم قائم‌مقام با حاجی نساخت و وی پس از اینکه شرایط برایش سخت شد، تبریز را ترک کرده و به خوی بازگشت. در سال ۱۸۲۴، عباس میرزا مجدداً او را فراخواند و به معلمی چندین تن از فرزندان خود منصوب کرد. اندکی بعد، آقاسی به معلمی محمد میرزا گماشته شد و «مدت‌ها به تعلیم آن شاهزاده روزگار گذرانید و در ضمن او را با تصوف و عرفان آشنا نمود.» دیری نپایید که شاهزاده «تخم محبت او را در دل شریف کاشتند. چنان شد که در اکثر اوقات لیل و نهار به نان قلیلی قناعت می‌فرمودند.» شاهزاده مرید بود و حاجی مراد. گویند محمد میرزا از آن زمان ژنده‌پوشی برگزید و این دو در میان مردم، به «دو درویش» معروف شدند. با وجود اینکه در منابع قاجاری تمایل محمد میرزا به تصوف را حاصل ارتباط او با حاجی میرزا آقاسی دانسته‌اند، هما ناطق عقیده دارد که نمی‌تواند چنین باشد چرا که پیش از آقاسی، صوفیانی چون محمدرضا همدانی و حاجی زین‌العابدین شیروانی نیز مراد شاهزاده بوده‌اند. به هر صورت زندگی درویشی عباس میرزا و قائم‌مقام فراهانی را خوش نیامد، زیرا «پادشاهی با ترک اسباب ملکداری» جور نمی‌آید. بعدها ابوالقاسم قائم‌مقام فراهانی، نخستین صدر اعظم محمد میرزا، سعی در محو کردن عقاید صوفیانه او برآمد؛ اما کامیاب نگشت.

### شرکت در جنگ‌ها
با آغاز دور دوم جنگ‌های ایران و روسیه ناشی از اعلام جهاد توسط علمای شیعه، عباس میرزا، محمد میرزا را با سپاهی متشکل از خواجه‌وندی‌ها و عبدالمالکی‌ها برای محافظت از دژ گنجه فرستاد. او در گنجه با امیرخان سردار (عموی مادری عباس میرزا) به جنگ با روس‌ها رفت. امیرخان در نبرد کشته شد و محمد میرزا شکست سختی خورد و عقب‌نشینی کرد (سال ۱۲۴۲ ه‍.ق). پس از پایان جنگ با روسیه، فتحعلی‌شاه جهت سر و سامان بخشیدن به امنیت خراسان، عباس میرزا را به حاکمیت آن ناحیه گماشت. محمد میرزا نیز در این سفر با پدر خود همراه بود. محمد میرزا در یکی از ماموریت‌های خود، قریب به ۲۰٬۰۰۰ ایرانی را که توسط قبایل سنی آسیای میانه به اسارت گرفته شده بودند، آزاد کرد. ظاهراً به افتخار همین پیروزی بزرگ بود که نام فرزند تازه متولد شده خود را «ناصرالدین» گذاشت. عباس میرزا پس از سرکوب خان‌های یاغی (پاییز سال ۱۸۳۲ م) جهت برقراری حاکمیت ایران بر هرات، با یارمحمدخان، وزیر دولت هرات، به مذاکره نشست. اما چون مذاکره سودی نبخشید، پسر خود محمد میرزا را با لشکری به سوی آن شهر گسیل کرد. محمد میرزا در ابتدا به موفقیت‌هایی رسید و فاصله زیادی تا فتح شهر نداشت، اما در همان زمان خبر رسید که عباس میرزا در مشهد درگذشته است. با شنیدن خبر مرگ ولیعهد، شاهزاده و قائم‌مقام فراهانی مجبور شدند با کامران میرزا، حاکم هرات، مصالحه کنند. در مذاکره میان فرستادگان محمد میرزا با یار محمدخان، وزیر هرات، قرار شد تا کامران میرزا حاکمیت ایران را بپذیرد، پانزده هزار تومان زر و پنجاه شال کشمیری خراج پرداخت کند و اسرای ایرانی را که در تاخت و تاز به خراسان اسیر کرده بود آزاد کند. همچنین کامران میرزا به محمد میرزا تعهد داد که «اهالی قلمرو خویش را از راهزنی در حدود خراسان و کشتن و فروختن اسیران مانع شود.» پس از معاهده فوق، محمد میرزا که برای مراسم برگزیدگی به ولایتعهدی به تهران فراخوانده شده بود، برادر خود قهرمان‌میرزا را به حاکمیت خراسان منصوب کرد و راهی پایتخت شد.

## رسیدن به پادشاهی

### ولایتعهدی
محمد میرزا در این زمان تحت نفوذ کامل قائم مقام فراهانی قرار داشت. چنان‌که جیمز فریزر انگلیسی که آن زمان در تهران حضور داشت، نوشت «قائم مقام همراه شاهزاده به تهران نیامد، بلکه این شاهزاده بود که همراه قائم مقام وارد تهران شد.» به هر حال محمد میرزا در نوروز سال ۱۸۳۴ م به عنوان نایب‌السلطنه و حاکم خراسان و آذربایجان انتخاب شد و سپس راه تبریز را در پیش گرفت. پس از ورود ولیعهد به تبریز، قائم مقام دستور داد تا چهار برادر محمد میرزا، از جمله خسرومیرزا و جهانگیرمیرزا، در اردبیل زندانی شوند. او بعدها پس از مرگ فتحعلی‌شاه فرمان داد تا این چهار پسر را کور کنند. در این زمان وضعیت تبریز مطلوب نبود. خزانه خالی بود، پرداختی قشون چهار ماه عقب افتاده بود و تسلیحات جنگی نیز بلااستفاده بودند.
مرگ عباس میرزا، نه تنها فرزند محبوب فتحعلی‌شاه را از او گرفت، بلکه او را از یاری کسی که سال‌ها در حکومت شریکش بود، محروم ساخت. علاوه بر آن، تصمیم انتخاب فرزند عباس میرزا به جای یکی از پسران خودش، شاه را با مقاومت‌هایی روبرو ساخت که مهم‌ترین آن‌ها از جانب حسینعلی میرزا، فرمانفرمای فارس، بود. حسینعلی میرزا تصور می‌کرد ولایتعهدی محمد میرزا او را از حق قانونی‌اش محروم ساخته است و همچنین این تصمیم را تسلیم شدن پدرش در برابر خواسته روس‌ها می‌دانست.
چون بوی نافرمانی از سوی فرمانفرمای فارس به مشام می‌رسید، فتحعلی‌شاه شخصاً در سال ۱۲۱۳ خورشیدی با سپاهی راهی جنوب ایران شد. اما درحالی‌که هیچ نشانی از بیماری نداشت، به‌طور ناگهانی در اصفهان درگذشت. از آنجا گه مرگ او می‌توانست باعث ناآرامی‌هایی شود، به خصوص اینکه بیرون از پایتخت درگذشته بود، ابتدا پیک‌هایی به سمت محمد میرزا روانه شدند تا خبر را به او برسانند. سپس جسد شاه را به حرم فاطمه معصومه برای خاکسپاری انتقال دادند. تنها آن زمان بود که به صورت عمومی اعلام شد که شاه مرده است. مطابق انتظار، مرگ او منجر به بروز شورش‌هایی در سطح کشور شد و تعدادی از شاهزادگان، از جمله حسینعلی میرزا فرمانفرما و علی میرزا ظل‌السلطان خود را پادشاه خواندند.
چون روس‌ها عمیقاً طرفدار پادشاهی محمد میرزا بودند، کنت سیمونیچ وزیر مختار روس راهی تبریز شد تا درگذشت فتحعلی‌شاه را تسلیت و پادشاهی محمد میرزا را تبریک بگوید. وزیر مختار انگلیس جان کمپبل نیز راهی تبریز شد و چند تن از افسران انگلیسی حاضر در ایران را هم با خود برد و همچنین ۳۰٬۰۰۰ پوند (۱۰۰٬۰۰۰ تومان) به شاه جدید تحویل داد. فردای اعلام پادشاهی محمدشاه در تبریز، قائم مقام سپاهی به فرماندهی کلنل هنری لیندسی را به سمت تهران روانه کرد که در آنجا علی میرزا ظل‌السلطان پسر فتحعلی‌شاه و برادر تنی عباس‌میرزا خود را پادشاه اعلام کرده بود.

### تصرف پایتخت و تاج‌گذاری

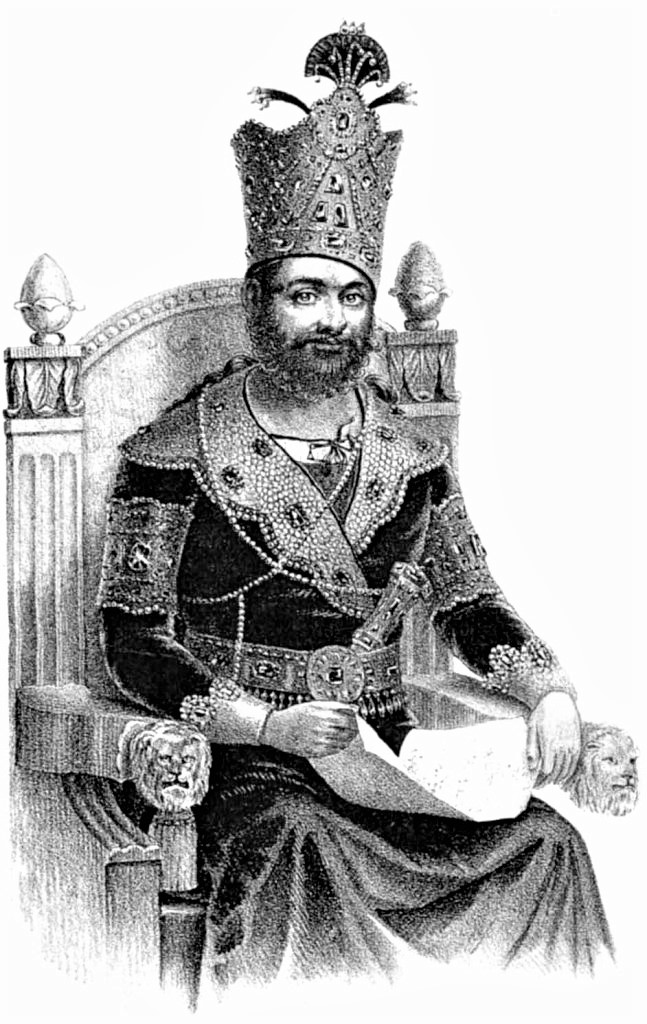
تصویر محمدشاه قاجار در روز تاجگذاری

علی میرزا ظل‌السلطان حکمران تهران هنگامی که خبر مرگ فتحعلی‌شاه در اصفهان را شنید، با شاهزادگان و حکام مرکزی ایران و عده‌ای از درباریان که در تهران بودند، همدست شد و خود را شاه خواند و با عنوان علی‌شاه اعلام پادشاهی کرد. انگلیسی‌ها هم از او حمایت کردند. آصف‌الدوله هنوز دل در گرو «مملکت هرات و خراسان» و حسینعلی‌میرزا داشت، اما با حمایت انگلیسی‌ها، او هم همکاری کرد. آصف‌الدوله در همین رابطه نوشت «حالا که ایلچی انگلیس عریضه را دیده، بیشتر اهتمام در حصول مطلب می‌کند.» حکومت علی‌میرزا ۹۰ روز به طول انجامید.
او پس از اعلام سلطنت، دست به بذل و بخشش زد و با پول، عده‌ای از اوباش تهران را به نام سرباز جمع‌آوری کرد. همچنین دسته‌های نظامی را که همراه فتحعلی‌شاه به اصفهان رفته بودند با فرمانده‌شان، علینقی میرزا رکن‌الدوله، پسر هشتم فتحعلی‌شاه، به پایتخت احضار کرد. وی فرمان ظل‌السلطان را پذیرفت و با سپاه خود و کلیه ذخایر اثاثیه سلطنتی به تهران آمد و ضمن خدمتگزاری، بازوبند فتحعلی‌شاه را به ظل‌السلطان تقدیم کرد و از طرف او نامه‌هایی به حکام ولایات نوشت و آنان را به قبول امر و فرمان ظل‌السلطان خواند و فرمان‌هایی نیز به نام و امضای ظل‌السلطان علی‌شاه به بعضی از ولایات صادر کرد.
چند روز پس از این واقعه، ظل‌السلطان یکی از افراد مورد اعتماد خود، محمد جعفرخان کاشی را به صدارت منصوب کرد. او رکن‌الدوله را برای ملاقات با محمد میرزا به تبریز روانه ساخت و ضمناً نامه‌ای به محمد میرزا نوشت و او را به قبول سلطنت خویش دعوت و در این نامه اظهار کرد که اگر محمد میرزا با حکومت او موافقت کند، او را همچنان ولیعهد نگاه خواهد داشت و حکمرانی آذربایجان را به او واگذار خواهد کرد محمد میرزا آن را نپذیرفت و سپاهی روانه تهران کرد.
سپاه اعزامی از آذربایجان به محل سیادهن (تاکستان فعلی) در ۴۰ کیلومتری مغرب قزوین با ۱۵۰۰۰ تن سپاه اعزامی ظل‌السلطان که به سرداری برادر خود امام وردی میرزا ایلخانی برای تصرف زنجان و آذربایجان و تهدید محمد میرزا روانه کرده بود، روبرو شد. پس از برخورد مختصری یأس بر سپاه ظل‌السلطان چیره گردید و امام‌وردی میرزا درصدد پوزش و عذرخواهی و جلب محبت محمد میرزا برآمد. شاه جدید پذیرفت که از مجازات عموی خود چشم‌پوشی کند. سرانجام محمد میرزا در اوایل رمضان سال ۱۲۵۰ هجری به همراهی قائم مقام و رجال دربار خود و سفرای روس و انگلیس به پایتخت وارد شد و روز ۱۴ آن ماه تاجگذاری کرد.

### سرکوب حسینعلی‌میرزا فرمانفرما

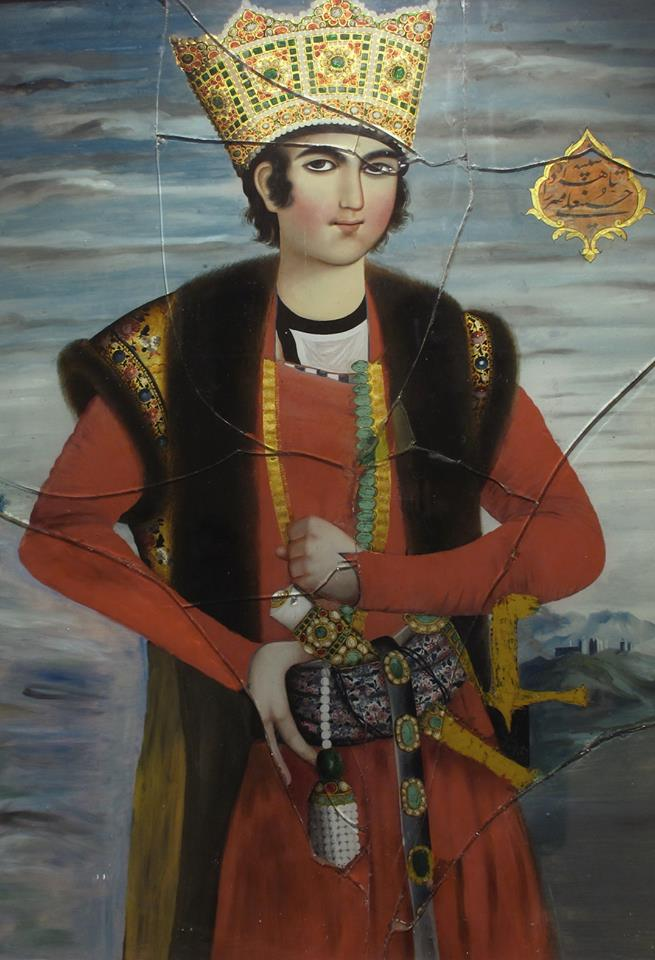
حسینعلی‌میرزا فرمانفرما، پسر فتحعلی‌شاه، در فارس خود را شاه ایران اعلام کرد و با نام «حسینعلی‌شاه» سکه زد.

مهم‌ترین خطری که پادشاهی محمدشاه را تهدید می‌کرد از جانب شیراز بود. در آنجا حسینعلی‌میرزا فرمانفرما، حاکم فارس، به همراهی برادرش علی‌میرزا شجاع‌السلطنه، حاکم کرمان، خود را پادشاه اعلام کرده بود. قائم مقام برای جلوگیری از جنگ داخلی، سعی کرد که برادران و عموهای شاه را با حیله و نیرنگ به دام اندازد ولی دربارهٔ فرمانفرما و شجاع‌السلطنه حیله‌های او مؤثر نیفتاد و ناچار شاهزاده فیروز میرزا نصرت الدوله را با منوچهرخان معتمدالدوله و سر هنری لیندسی با ۵۰۰ سرباز و توپخانه کافی به فارس روانه کرد. چون خبر استقرار محمدشاه در تهران به گوش اطرافیان فرمانفرما رسیده بود، غالباً از ترس مجازات بعدی او را رها کردند و قشون فرمانفرما به سادگی شکست خورد. شجاع‌السلطنه به امر محمدشاه کور و سپس در اردبیل زندانی شد. حسینعلی‌میرزا فرمانفرما هم به وبا دچار شد و چند ماه بعد درگذشت. سه پسر او به انگلستان پناهنده شدند و مدتی بعد تحت حفاظت بریتانیا از اروپا به بغداد رفتند.
رفتار قائم مقام با سایر مدعیان سلطنت نیز بهتر از رفتاری که با شجاع‌السلطنه کرد نبود. بعضی از شاهزادگان مانند محمدتقی میرزا، به محض وصول دستور قائم مقام برای ابراز اطاعت به تهران رفتند و از مجازات رهایی یافتند. شاهزاده دیگر، شیخعلی میرزا ملقب به شیخ الملوک، حاکم ملایر و تویسرکان هم شورش کرده بود و در ملایر که در آن روزگار به دولت‌آباد معروف بود، ادعای پادشاهی کرده بود. او از لشکر تهران شکست خورد، به تویسرکان گریخت و در آنجا دستگیر و به زندانی در اردبیل تبعید شد. عدهٔ دیگری از شاهزادگان نیز توسط قائم مقام دستگیر و زندانی شدند. به هر صورت، اوضاع آرام شد و محمد میرزا قائم مقام فراهانی را به عنوان صدر اعظم خود انتخاب کرد.

## حکومت

### صدارت قائم‌مقام فراهانی
با به قدرت رسیدن محمدشاه، میرزا ابوالقاسم قائم‌مقام فراهانی که نقش اصلی را در تحکیم تاج و تخت او و سرکوب مدعیان بازی کرده بود، به صدارت ایران برداشته شد. صدارت وی اما دوام چندانی نداشت. قائم‌مقام دست به اقدامات و اصلاحاتی در زمینه‌های مختلف زد که درباریان و دولت‌های خارجی را خوش نیامد و نتیجتاً محمدشاه را با وارد ساختن اتهام «سازش قائم‌مقام با روس‌ها» به صدر اعظمش بدبین و همچنین روحانیون شیعه با بدگویی از او بر بالای منبر توده مردم را علیه او کردند.
قائم‌مقام در زمینه سیاست داخلی تلاش کرد تمرکز قدرت را افزایش و ریخت و پاش درباریان را کاهش دهد؛ چنان‌که یک مرتبه ۲۰ تومانی که محمدشاه به عنوان هدیه به باغبان خود داده بود را از باغبان مذکور پس گرفت و به خزانه دولت بازگرداند. او شخصاً مسائل ریز و درشت دولتی را مدیریت می‌کرد؛ چون معتقد بود «این چیزهای کوچک خیلی بیشتر از چیزهای بزرگ اوقات آدم را تلخ می‌کند.» در نوشته‌هایی که از شاهزادگان قاجار آن روزگار بر جای مانده، قائم‌مقام با صفاتی مانند «فاسد»، «بی‌صفا»، «خائن»، «بددل و زشتکار» و «ناسزاوار مرد دنیادوست» توصیف شده است. اما مهم‌ترین مسئله در سقوط قائم‌مقام فراهانی ایستادگی او در برابر افزایش نفوذ انگلستان در ایران بود. چون روس‌ها بنا بر عهدنامه ترکمانچای امتیازاتی بزرگی از دولت ایران گرفته بودند، انگلیسی‌ها نیز خواستار امتیازات مشابهی بودند اما صدر اعظم با این موضوع مخالف بود. به عقیده سیاستمداران انگلیسی، دادن امتیازات مشابه به انگلیس «پادزهر» ترکمانچای بود؛ اما قائم‌مقام بر آن بود که «آنقدر زهر در بدن بیمار ما اثر کرده که اگر پادزهر تندی بر آن برسد، نه تنها از درد او نمی‌کاهد بلکه مرگ ما را تسریع می‌کند.» او در پاسخ به پافشاری انگلیسی‌ها، شرط موافقت با خواسته آن‌ها را احیای عهدنامه ۱۸۱۴ اعلام کرد اما ترس از تیره‌شدن روابط انگلیسی‌ها با روسیه سبب شد لندن با این خواسته مخالفت کند. با مشاهده سرسختی قائم‌مقام فراهانی، انگلیسی‌ها در پی کاهش نفوذ او برآمدند. آن‌ها مستقیماً به سراغ خود شاه رفتند. اما صدر اعظم در پاسخ ملاقات‌های محمدشاه را محدود کرد. قائم‌مقام همچنین تلاش کرد روابط ایران با دیگر کشورهای اروپایی را گسترش دهد و روابط حسنه‌ای با عثمانی برقرار سازد.
در گزارشی مربوط به تاریخ ۱۲ مه ۱۸۳۵ از کمپل، وزیرمختار انگلیس در ایران، آمده که او موفق شده با استفاده از درباریان به گوش شاه برساند که سازشی «میان قائم‌مقام و روس‌ها وجود دارد» و شاه با شنیدن این موضوع «سخت متغیر» شد. او در گزارشی دیگر، به تاریخ ۲۷ مه، می‌نویسد که شاه از جانب قائم‌مقام نگرانی ندارد و تصور می‌کند که «من فریب شکایت‌های فتنه‌جویان را خورده‌ام.» کمپل در ۷ ژوئن می‌نویسد که «ملایان بالای منبر علیه او به درشتی سخن می‌گویند.» در نهایت به روز ۱۲ ژوئن قائم‌مقام از صدارت برکنار شد. کمپل از شاه «استدعا» کرد قائم‌مقام را اعدام کند تا احتمال بازگشت او به قدرت از بین رود. در ۲۲ ژوئن نماینده‌ای از سوی امام جمعه آمد و خبر دستگیری قائم‌مقام را به نماینده انگلیس تبریک گفت. قائم‌مقام را در باغ نگارستان زندانی کردند. ۴ روز بعد، شاه فرمان داد او را بکشند. چند روز پس از اعدام قائم‌مقام، انگلیسی‌ها به سراغ شاه رفتند و از او قول گرفتند که عهدنامه مذکور را امضا خواهد کرد.
با اعدام قائم‌مقام، محمدشاه چند ماهی را بدون صدر اعظم سپری کرد. انگلیسی‌ها تمایل داشتند که یکی از میان اللهیارخان آصف‌الدوله، عبدالله‌خان امین‌الدوله و میرزا ابوالحسن‌خان شیرازی به صدارت برداشته شود اما برخلاف انتظار، محمدشاه به مراد خود رو کرد و حاجی میرزا آقاسی را به صدر اعظمی ایران برگزید. همان دشمنان قدیمی قائم‌مقام فراهانی، مجدداً و این بار در برابر حاجی میرزا آقاسی صف‌آرایی کردند. آقاسی در یکی از نخستین اقدامات خود، امضای عهدنامه مورد تقاضای انگلیسی‌ها را که محمدشاه وعده آن را داده بود، به حالت تعلیق درآورد. در این زمان، وضعیت سلامتی شاه نگرانی‌هایی برای آینده دولت پس از مرگ او پدیدآورده بود و مدت کوتاهی پس از انتصاب آقاسی به صدارت، ناصرالدین‌میرزا که در آن زمان تنها چهار سال داشت به عنوان ولیعهد ایران انتخاب شد. مقرر گردید تا اداره آذربایجان (که حکومت آن مختص ولیعهد ایران بود) به صورت موقت تا زمان رسیدن ولیعهد به سن قانونی به قهرمان میرزا، شاهزاده نزدیک به روسیه و برادر تنی شاه، سپرده شود و همچنین میرزامحمد زنگنه، امیرنظام آذربایجان، نیز به عنوان پیشکار او انتخاب شد. چند سال بعد در ۱۸۴۲ میلادی این جایگاه به برادر دیگر شاه، بهمن‌میرزا، سپرده شد.

### لشکرکشی به هرات
ادامه تاخت‌وتازهای سربازان کامران میرزا به شهرهای خراسان، محمدشاه را در نخستین سال سلطنتش بر آن داشت که مجدداً به آن سمت لشکر بکشد. اما حاکم هرات با ارسال پیشکش به تهران و اظهار انقیاد، شاه را از تصمیم خود منصرف کرد. کامران میرزا قبایل مختلف همجوار چون جمشیدی، تومانی و هزاره را در هرات گرد هم آورد تا در صورت لشکرکشی شاه ایران، در برابر او مقاومت کند. این تحرکات دولت انگلیس را نگران ساخت. لذا پالمرستون الکساندر بورنس را راهی کابل، مستر لیچ را راهی قندهار و کولونی و پاتینجر را با لباس مبدل و با نام «ملا مؤمن» و «سید علوی» راهی هرات کردند. وزیر مختار انگلیس در ۱۸۳۶ م به دولت ایران دربارهٔ «دخالت در افغانستان» هشدار داد. از جمله نگرانی‌های انگلیس، ماده ۱۱ عهدنامه ترکمنچای بود که به روسیه حق می‌داد در سراسر قلمروی ایران کنسولگری و نمایندگی بازرگانی با حداکثر ده عضو تأسیس کند. آن‌ها روسیه را عامل تلاش ایران جهت بازپس‌گیری هرات می‌دانستند. از جمله انگیزه‌های دولت ایران از این لشکرکشی، آزادسازی اسرای ایرانی در بند قبایل سنی آسیای مرکزی بود. به علاوه محمدشاه می‌توانست کار ناتمام خود در فتح هرات را به اتمام برساند.

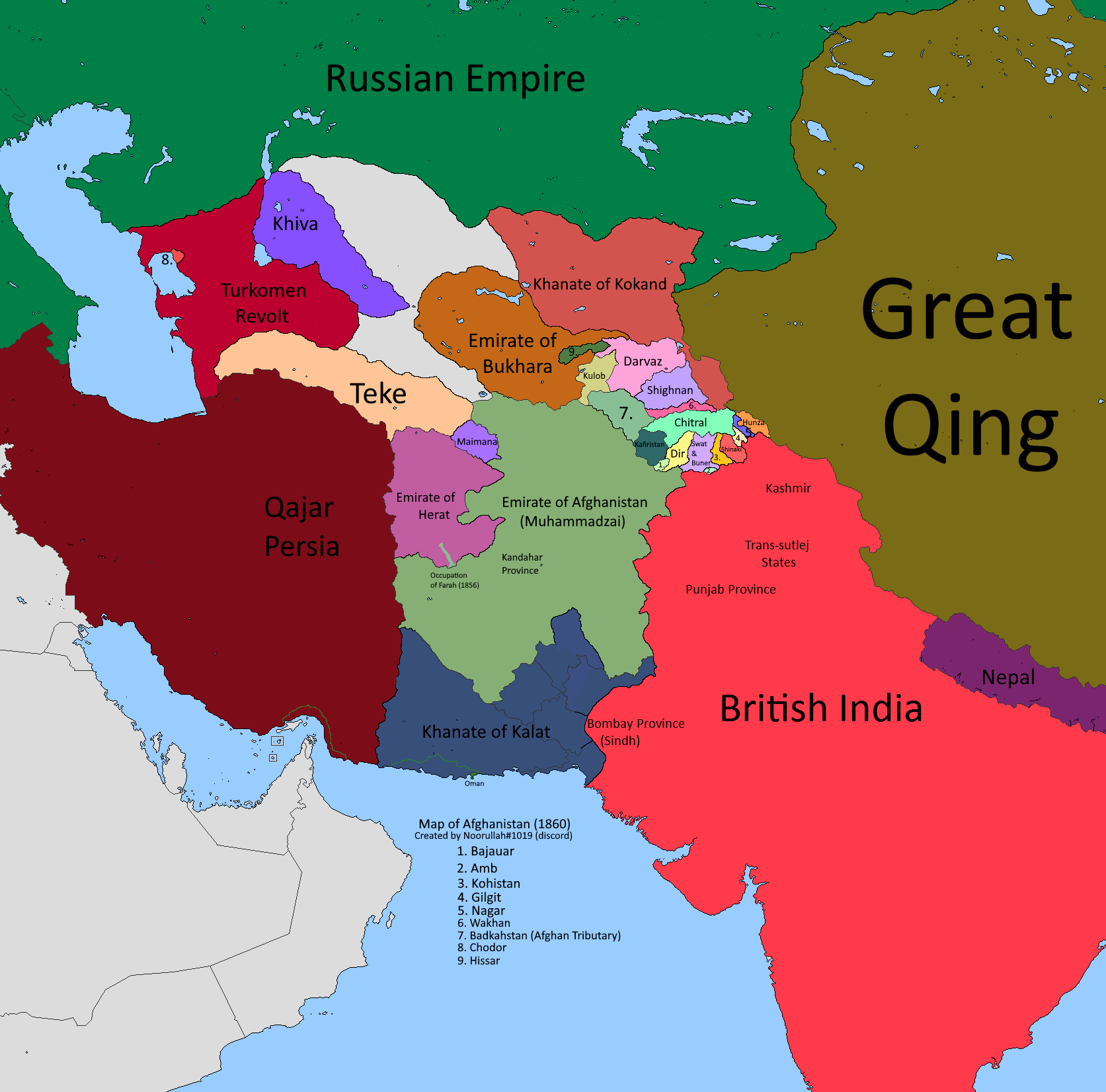
وضعیت سیاسی آسیای مرکزی در میانه سده نوزدهم.

سرانجام ایران در سال ۱۲۵۳ هجری مطابق با ۱۸۳۷ میلادی به هرات لشکر کشید. افسران انگلیسی از ارتش ایران اخراج شدند و وزیر مختار انگلیس پرچم سفارت آن کشور را پایین کشید. محمدشاه شخصاً فرماندهی سپاه ۸۰ هزار نفره ایران را به عهده گرفت. در این زمان، کامران میرزا ۲۲ هزار نفر را برای دفاع از شهر گردآورده بود. اوضاع که در شهر وخیم شد، کامران میرزا در پی صلح برآمد اما پاتینجر، نماینده انگلیس در هرات، اجازه نداد. نبرد ادامه پیدا کرد. چندی بعد کامران میرزا مجدداً خواستار صلح شد. اما مک‌نیل، ایلچی دولت انگلیس که در اردوی ایران حاضر بود، مانع شد. مک‌نیل از شاه خواست «دست از محاصره هرات بردارد، وگرنه آماده مشاجره شود.» محمدشاه اعتنایی نکرد. مک‌نیل در دیدار بعدی از او خواست که سه روز آتش‌بس اعلام کند تا او شخصاً وارد هرات شده و کامران میرزا را به تسلیم وادارد. شاه پذیرفت، اما مک‌نیل زیر قول خود زد و با پرداخت ۵۰ هزار روپیه، کامران میرزا را به مقاومت ترغیب کرد و وعده داد انگلیس ایران را مجبور به عقب‌نشینی می‌کند. مهدی‌خان قراپاباغ که از طرف محمدشاه همراه مک‌نیل بود، از این موضوع آگاه شد. همزمان پیک هیئت انگلیسی که اخبار دولت ایران را مرتباً برای افسران انگلیسی هرات مخابره می‌کرد، دستگیر شد. این دو مسئله، واکنش خشمگینانه‌ای از محمدشاه در پی داشت و مک‌نیل نیز با عصبانیت اردوی ایران را ترک کرد. او در زمان ترک ایران، چون محمدشاه از علمای شیعه خواسته بود اعلان جهاد کنند، از زنجان به سیدمحمدباقر شفتی، رهبر روحانیون شیعه، نامه نوشت و تهدید کرد که به خواسته محمدشاه عمل نکند. روحانی شیعه در پاسخ فتح هرات را برای تأمین امنیت شیعیان ضروری دانست اما اعلام کرد قصد اعلان ندارد. بعدها سفیر ایران در لندن به این نامه‌نگاری رسماً اعتراض کرد.

... مردمان ایران چنان تصور ننمایند که من از سفر و جنگ خسته شده‌ام یا نیتی را که در پس گرفتن اسرا داشتم تغییر دادم. هرگز به خدا قسم. اسیرهای ما خاطر جمع باشند که تا جان دارم از این نیت برگشت نخواهم کرد و به فضل الهی همه اسرا را پس خواهم گرفت.

اکسیر التواریخ، ۵۰۱–۵۰۲
اندکی بعد، محمدشاه از سوی حکام فارس و کرمان مطلع شد که کشتی‌های انگلیسی خارک را اشغال کرده‌اند. استودارت، نماینده انگلیسی ساکن هرات، به شاه نامه نوشت که «اگر از هرات دست برندارید، باید برای جنگ در فارس آماده شوید.» محمدشاه چاره‌ای جز عقب‌نشینی نیافت. او پس از ۱۰ ماه محاصره، با دست خالی، به پایتخت بازگشت. نامه محمدشاه هنگام ترک هرات نکات جالبی دارد که روحیه وی را توصیف می‌کند. او در قسمتی از نامه چنین می‌نویسد: «توپچیان مخلص و سربازان فدوی و سواران جرار بدانید که مردن با غیرت و مردانگی، به ذات پاک احدیت، بهتر از هزار سال زندگی با تملق است. هر چه دارم برای شما می‌خواهم؛ نه دربند خانه و اتاق‌هایی با زینت و لذت هستم. از خدا طالبم اذیت‌هایی که از همسایگان ازبک و ترکمان به خراسان رسید، پس بگیرم و ذلت هیچ‌کس نکنم. این منتهای لذت من است.» دولت ایران منشوری صادر کرد که نشانگر خشم عمیق محمدشاه بود. در این منشور آمده بود که تلاش دولت ایران برای آزادسازی اسرای ایرانی در بند قبایل آسیای میانه پایان نیافته است. به انگلیسیان تاخت که ما «عهدنامه‌هایی با آنان داشتیم که آن را محکم‌تر از صد قلعه می‌پنداشتیم… اما نقض عهد کردند.» هما ناطق این منشور را نخستین مرتبه در تاریخ ایران می‌داند که دولت خود را مسئول پاسخگویی به مردم یافت. در مجموع ماجرای هرات یک پیروزی قاطعانه برای بریتانیا بود اما انگلیسی‌ها نمی‌توانستند سفارت خود در تهران را برای مدت طولانی خالی بگذارند و در سال ۱۸۴۱ میلادی روابط تهران و لندن از سر گرفته شد.

### شورش در اصفهان
سیدمحمدباقر شفتی از برجسته‌ترین روحانیون شیعه آن عصر بود. ثروت او به سال ۱۸۴۳ میلادی را ۲ میلیون و ۵۰۰ هزار فرانک (برابر با ۲۰۰ هزار تومان) نوشته‌اند؛ او به دوران فتحعلی‌شاه «هم حاکم شهر بود و هم اجراکننده حکم.» لوطیان اصفهان نیز «دمار از روزگار مردمان برمی‌آوردند اما زیر سایه مجتهدی بودند که هیچ قدرتی را به رسمیت نمی‌شناخت.» شفتی به دشمنان محمدشاه نیز پناه می‌داد. او به امین‌الدوله صدر اجازه داده بود در مساجد اصفهان بست‌نشینی اختیار کند. قائم‌مقام فراهانی به او نوشت که از «آن جناب (یعنی شفتی) خواهش داریم او را در جوار خود راه ندهد.» اما شفتی دست از پشتیبانی از امین‌الدوله برنداشت. شفتی نهایتاً در ۱۸۳۸ میلادی علناً دست به شورش زد و به مبارزه آشکار با خسروخان، حاکم اصفهان، برخاست. لوطی‌ها، اوباشی که به قتل، دزدی و تجاوز جنسی مشهور و تحت فرمان شفتی بودند، سر از اطاعت از حکومت مرکزی پیچیدند و رهبرشان به نام رمضان‌شاه سکه زد. آنان سپس شهر را غارت کردند و غنایم را به مسجد جامع اصفهان بردند. تعداد الواط تحت فرمان شفتی در زمان آغاز پادشاهی محمدشاه را ۳۰ هزار تن نوشته‌اند.
فلاندن، نقاش فرانسوی و شاهد عینی ماجرا، می‌نویسد که مزدوران شفتی «اربابان کوچه و بازار» شدند؛ مردم در وحشت بودند اما همت نداشتند که به تنهایی خود را از دست این «ستم‌روایان» رها کنند. آن‌ها بارها به دربار شکایت بردند. در پی مسائل پیش‌آمده، محمدشاه به فرخ‌خان کاشی غفاری امین‌الدوله دستور داد تا به اصفهان رفته و دربارهٔ مشکلات پیش‌آمده تحقیق کند. وی با ورود به اصفهان، خسروخان را عزل و راهی تهران کرد و تا زمان ورود حاکم جدید شهر خود موقتاً حکومت اصفهان را در دست گرفت. به هر صورت، وضعیت اصفهان به گونه‌ای بود که شهر عملاً بین سال‌های ۱۲۵۳ تا ۱۲۵۵ قمری در دست شورشیان، به خصوص لوطیان، قرار داشت. آن‌ها دست به کارهای فجیعی زدند. اکسیر التواریخ از رشد سریع تعداد لوطی‌ها یاد می‌کند و می‌نویسد که چون «گندنا یک پرده نمو نمودند.» ونسا مارتین با توجه به تعداد زیاد جمعیت لوطیان و رشد سریع آن‌ها برداشت می‌کند که تنگدستان شهر و تعداد زیادی از جوانان بیکار به شورش پیوسته‌اند. محمدشاه پس از پایان سفر هرات شخصاً «با شصت هزار قشون و هشتاد عراده توپ برای تنبیه الواط اصفهان تشریف آوردند.» بزرگی عدد سپاه شاه می‌تواند نشانگر گسترش عظیم شورش باشد. اینکه شاه و صدر اعظمش بر روحانیون شیعه لشکر بکشند اتفاق تقریباً بی‌سابقه‌ای در ایران بود. به‌ویژه اینکه شفتی پیشوای روحانیون بود و اصفهان نیز در آن زمان پایتخت روحانیت شیعه. حتی نوشتند که این عمل به «کودتا» می‌ماند.

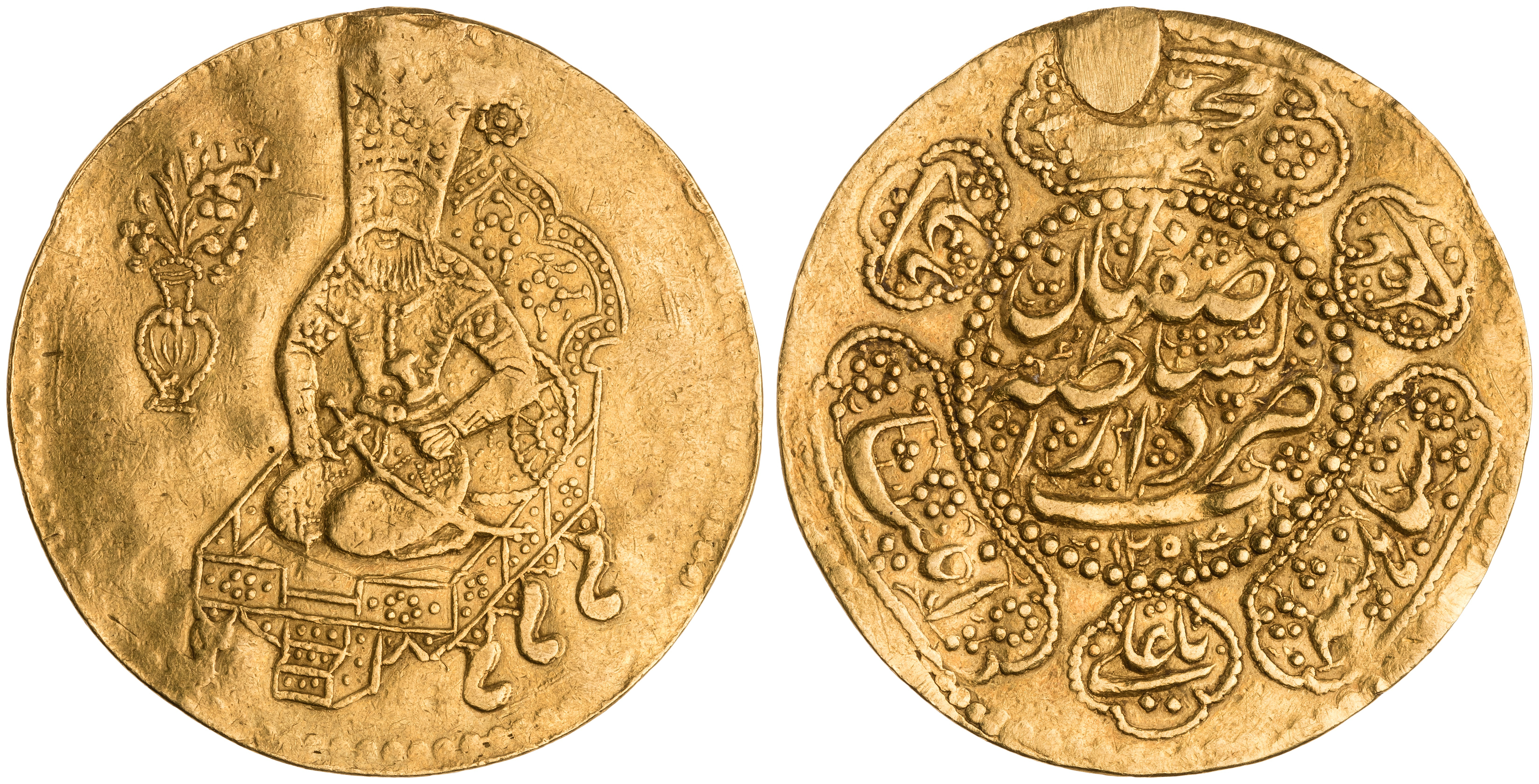
سکه طلای ضرب اصفهان محمدشاه به تاریخ سال ۱۲۵۴ ه‍.ق (۱۸۳۸ تا ۱۸۳۹ م)

توپ‌ها باعث ایجاد وحشت شدند. شفتی دستور داد دروازه را ببندند و شاه امر کرد به دروازه شهر با توپ حمله کنند. این مسئله سبب شد که مجتهد را «ترس بردارد» و فرمان داد دروازه شمالی را باز کنند و لوطی‌ها از دروازه جنوبی از شهر گریختند. محمدشاه لوطیان را سرکوب کرد اما جرئت نکرد شفتی که به «گوشه‌ای خزیده بود» را اعدام کند. گرچه دستور داد پسر او و پسر امام جمعه را به استرآباد تبعید کنند. تعدادی از روحانیون را زندانی کرد و «دیگران تبدیل شدند به کارمندانی ناچیز.» امین‌الدوله نیز توبه کرد و با وساطت مک‌نیل، به عتبات تبعید شد. حاج غلامحسین، رهبر لوطی‌ها، تحت شکنجه کشته شد. پس از ورود شاه به اصفهان، ۲۷۰ نفر از شورشیان کشته و ۴۰۰ نفر زندانی شدند. تعدادی را نیز به آذربایجان تبعید کردند. محمدشاه دستور داد تا دیوانخانه‌ای برپا شود تا مردم آنچه از اعمال لوطیان دیدند بازگویند. نوشته‌اند که زنان با «هیجانی باورنکردنی» پرده از کامجویی‌ها و تجاوزها «و جنایت‌های وحشتناک» برداشتند. فلاندن می‌نویسد که «من با چشم خود بسیاری از زنان را دیدم که در اثر حس انتقام با چشم اشک‌بار تقاضا داشتند به آن‌ها اجازه داده شود که دست و سر این جنایتکاران را که آن‌ها را بی‌عصمت کرده بودند، ببرند.» پس از آن نوبت به زمین‌ها و املاکی رسید که توسط مجتهدان و لوطیان غصب شده بود. شاه و آقاسی همه زمین‌ها را پس گرفتند و آن‌ها را جزو املاک خالصه کردند. بنا به تحلیل نصیری، شدت عمل محمدشاه احتمالاً از آن جهت بود که با این روش زمینه روی دادن مجدد شورش‌های مشابه در آینده از بین برود.

### تنش با عثمانی، احتمال جنگ
در سال ۱۸۳۶، به‌طور همزمان در ارزروم، طرابوزان و دیادین حملات خشونت‌آمیزی از سوی عثمانیان به تجار ایرانی شد و از آنان «کشته بسیار بر جای گذاشتند.» ایران در واکنش به این اتفاق، تجار خود را از قلمروی عثمانی فراخواند. چون موضوع به تجارت عثمانی لطمه می‌زد، قسطنطنیه در پی دلجویی برآمد. یک سال بعد، در ۱۸۳۷ میلادی، همزمان با نبرد هرات، علیرضاپاشا از فرصت استفاده کرد و به خرمشهر حمله‌ور شد. دولت ایران از طریق جعفرخان مشیرالدوله سفیر ایران در عثمانی مراتب اعتراض خود را ابراز داشت. در ابتدا پاسخ آمد: «محمره (خرمشهر) ملک ماست و از توابع بصره است. رعیت خود را تنبیه کرده‌ایم.» اما، از بیم حمله احتمالی ایران به بغداد، سلطان محمودخان خلیفه عثمانی به علیرضاپاشا دستور داد که در امور ایران مداخله نکند و «و از این پس سعی کنید، وضعی که مغایر و مخالف با عهدنامه و شرایط موجود بین‌الدولتین باشد، پیش نیاید.»

صلاح‌جویی من آن است که به انورافندی دستور صادر گردد که حمله به کربلا بنا به دستور باب‌عالی صورت نگرفته… دیگر اینکه تصریح گردد که احتیاط‌های لازم برای حفظ جان و مال ایرانیان مرعی شده است… رونوشت آن دستورها را برای من و سفیر روسیه ارسال دارید که نزد هم‌قطاران خود در تهران بفرستیم تا برآشفتگی طبیعی دربار شاه را تخفیف دهند.

اندک زمانی بعد، سلطان محمودخان درگذشت و اوضاع داخلی عثمانی به دلیل شکست آنان از ابراهیم پاشا (پسر محمدعلی پاشا، والی شورشی مصر) بحرانی شد. جعفرخان مشیرالدوله در همین زمان به ایران بازگشت و آقاسی را از اوضاع نامساعد عثمانی آگاه ساخت. دولت ایران با شنیدن این خبر خود را آماده حمله به بغداد و آغاز جنگ جدیدی نمود. باب عالی از طریق محمدخان کاردار (مصلحتگزار) ایران در قسطنطنیه از تصمیم ایران برای حمله به آن کشور مطلع شد و جهت جلوگیری از بروز جنگ، صارم افندی را با پیشنهاد پرداخت ۳۰۰٬۰۰۰ تومان به عنوان غرامت حمله به خرمشهر راهی ایران کرد. دولت ایران اما این پیشنهاد را نپذیرفت زیرا خسارت ناشی از حمله به خرمشهر را پنج کرور زر می‌دانست، خواستار تنبیه علیرضاپاشا و پرداخت غرامت جداگانه به زائران بود. صارم افندی عنوان کرد که پذیرش این خسارت نیازمند تأیید دولت مرکزی است و به قسطنطنیه بازگشت. عثمانی که از بحران مذکور به سلامت عبور کرده بود، درخواست دولت ایران را رد و مجدداً شروع به پشتیبانی از حملات ایلات مرزی به سرحدات ایران کرد.
در ۱۸۴۲، ایران دو سپاه، یکی در سرحدات آذربایجان و دیگری در بوشهر برای حمله به بصره، بسیج کرد. درحالی که جنگ حتمی می‌نمود، نمایندگان روسیه و انگلیس مداخله کرده و به محمدشاه فشار آوردند تا میانجی‌گریشان را بپذیرد. ایران پذیرفت و بدین طریق کنفرانس ارزروم سر گرفت. در همان زمان، علیرضاپاشا نیز برکنار شد؛ اما نجیب‌پاشا، یک سنی متعصب و دشمن ایران، جایگزینش شد. در آغاز ۱۸۴۳، همزمان با آغاز مذاکرات، نجیپ‌پاشا نیروهای خود را به سمت کربلا بسیج کرد و برای ۲۰ روز محله ایرانیان آن شهر را محاصره کرد و در حرم عباس که شیعیان پناه گرفته بودند، «قتلی شنیع روی نمود.» ریچارد کرزن، شاهد عینی ماجرا، نوشت که «توحش عثمانیان قابل وصف نیست.» خبر که به ایران رسید، شفتی به سفارت روسیه خبر داد قصد اعلان جهاد علیه سنیان دارد، اما دولت پیش‌دستی کرد و حکم به تحریم سفر به عتبات داد. چون مردم همراهی کردند و اقتصاد عثمانی متضرر شد، آن‌ها به دلجویی برآمدند و روحانیون هم رضا دادند که غائله بخوابد. سپس مذاکرات رسماً آغازید.

### عهدنامه ارزروم
به عقیده جواد ابوالحسنی، انگلیسی‌ها این بیم را داشتند که جنگ میان ایران و عثمانی، هر دو کشور را تضعیف کند. این بیم از آن جهت بود که این دو کشور نقش دولت حائل در برابر توسعه‌طلبی روسیه تزاری را بازی می‌کردند. جنگ همچنین می‌توانست راه‌های تجاری که از طریق ایران و عثمانی به شرق می‌رفتند را ناامن کنند. روسیه نیز تمایل نداشت که یک جنگ بزرگ میان ایران و عثمانی روی دهد زیرا ممکن بود به قلمروهای جدید روس‌ها در قفقاز کشیده شود. به همین جهت، دو دولت مذکور در پی میانجیگری برآمدند. دولت ایران از حضور این دو کشور در مذاکرات خرسند نبود و دستکم تلاش کرد پای فرانسه را نیز به آن باز کند، اما موفقیتی حاصل نشد. در ۱۵ ربیع‌الثانی سال ۱۲۵۹ قمری، مذاکرات ارزروم رسماً آغازید. ایران در تلاش بود مذاکرات به درازا نکشد و با وجود اینکه محمدشاه تهدید کرد اگر سریعاً «درخواست بر حق ایران» را نپذیرند، به زور اسلحه آن را خواهد گرفت، این مذاکرات مجموعاً ۴ سال طول کشید. صدر هیئت ایران میرزا تقی‌خان (امیرکبیر آینده) قرار داشت و انورافندی نماینده عثمانی بود. عثمانیان از ابتدا موضعی تهاجمی داشتند و علاوه بر عدم به رسمیت نشناختن حقوق ایران بر شط‌العرب، مالکیت ایران بر خرمشهر را زیر سؤال بردند و زهاب و دره کرند را نیز متعلق به خود اعلام کردند. اما دست آخر حق مالکیت ایران بر خرمشهر، کانال حفار و جزیره‌الخضر (آبادان فعلی) و قسمتی از ساحل چپ شط‌العرب و همچنین آزادی کشتیرانی در این رودخانه را پذیرفتند.

سیاست روسیه در موارد دیگر هرچه باشد، در مسئله روابط ایران و عثمانی با انگلستان هم عقیده است.

موضوع مورد مذاکره دیگر، مالکیت زهاب، زور و سلیمانیه بود. زهاب از زمان امضای عهدنامه زهاب میان دو کشور تقسیم شده بود. اما محمدعلی میرزا دولتشاه سلیمانیه را که به صورت رسمی بخشی از عثمانی بود در ۱۸۲۶ اشغال نظامی کرده بود و تا این زمان در حاکمیت ایران بود. این مسئله آن گونه که ایرانیان می‌خواستند پیش نرفت. میرزا تقی‌خان حکومت مشترک ایران و عثمانی بر شهر را مطرح کرد اما با مخالفت عثمانیان و مواجه شد و ضمناً روسیه و انگلیس هم تمایلی به روی دادن آن نداشتند. در نهایت ایران به ناچار مالکیت عثمانی بر آن مناطق را به رسمیت شناخت.
به هر صورت در جمادی‌الاول ۱۲۶۲ طرح اولیه عهدنامه تدوین شد. قرار شد روسیه و انگلیس نقشه‌ای از مناطق مرزی تهیه کنند و دو کشور هم آن را بپذیرند. در این بین، میرزا تقی‌خان دچار بیماری شد و هنوز بهبود نیافته بود که در ارزروم ناآرامی‌هایی پیش آمد. خانه او غارت شد و دو تن از همراهانش توسط جمعیت ارزروم «تکه‌تکه شدند.» بدین ترتیب مذاکرات چند ماه متوقف شد. ادامه مذاکرات منوط به مجازات آشوبگران و پرداخت خسارت گردید. دولت عثمانی رسماً از ایران پوزش خواست، سیصد تن از آشوبگران را زندانی و ۱۵٬۰۰۰ تومان غرامت پرداخت کرد. مذاکرات از سر گرفته شد و قراردادی شامل مقدمه و ۹ ماده تدوین شد. میرزا تقی‌خان آن را امضا کرد و به ایران بازگشت. اما کارهای مربوط به مبادله تصدیق‌نامه حدود یک سال به طول انجامید. دلیل این تأخیر «مبهم بودن» برخی مواد عهدنامه از سوی عثمانی اعلام شد اما در عمل بازگشت پالمرستون به جایگاه وزارت امورخارجه بریتانیا مسبب این مسئله بود. در این زمان، پالمرستون سیاست فعالی در حمایت از عثمانی در پیش گرفت.

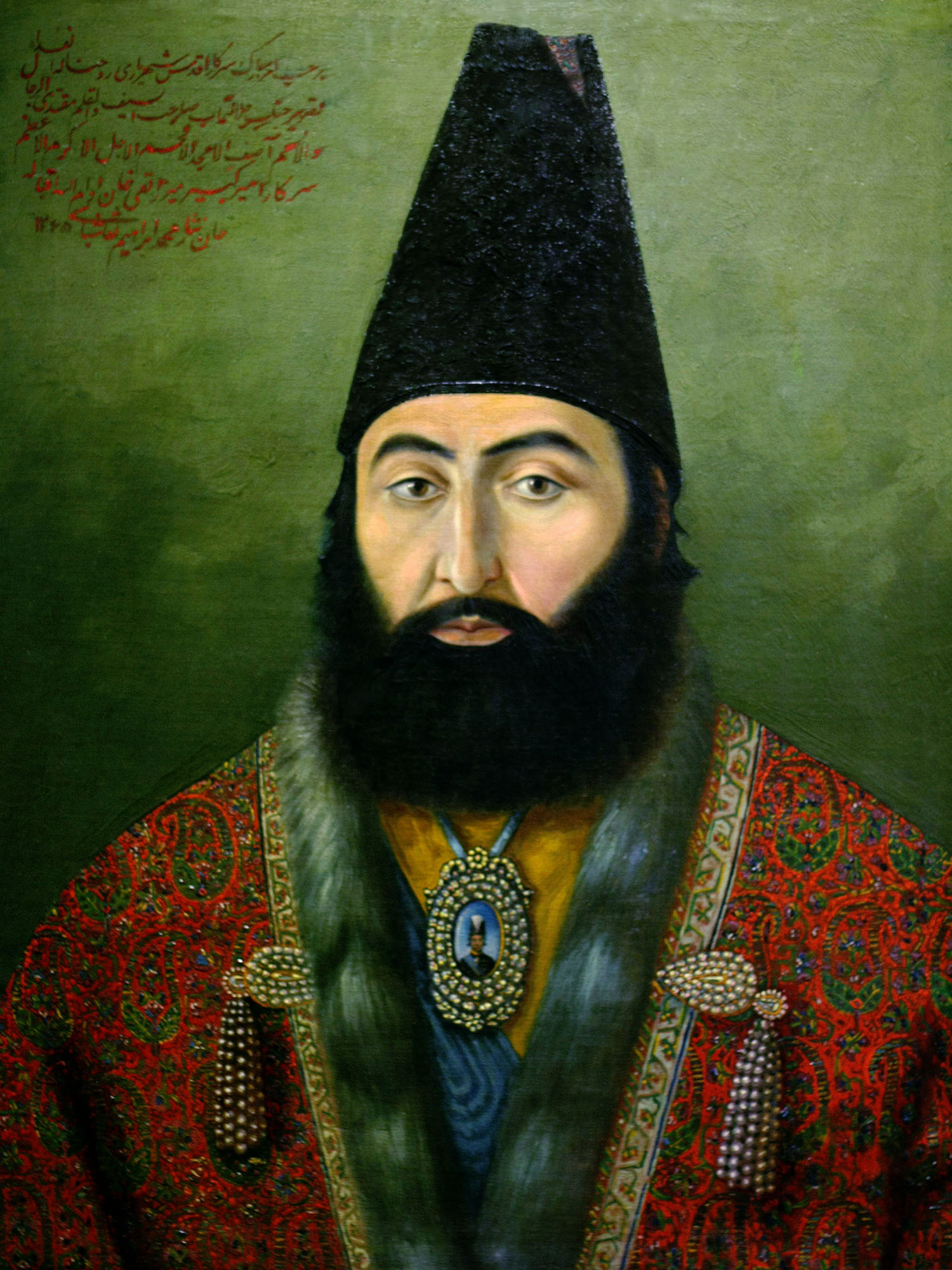
میرزا تقی‌خان که بعدها امیرکبیر لقب گرفت، ایران را در کنفرانس ارزروم نمایندگی می‌کرد.

سرانجام پس از مذاکرات طولانی روسیه و انگلیس با قسطنطنیه، دو دولت مذکور نامه مشترکی به دولت عثمانی ارسال کردند و در آن به عثمانیان وعده دادند که چهار بند به عنوان «ایضاحات چهارگانه» به عهدنامه اضافه شود. بر اساس ایضاحات چهارگانه، حق ایران در اشتراک شط‌العرب گرفته می‌شد و حقوقش در خرمشهر به حداقل کاهش می‌یافت و برخلاف توافقات حاصل‌شده، شط‌العرب به غیر از چند جزیره به دولت عثمانی واگذار می‌گردید. طرفین به تاریخ پانزدهم ربیع‌الثانی ۱۲۶۴ قمری در خانه علی‌پاشا وزیر امورخارجه عثمانی در حضور سفرای روسیه و انگلیس به مبادله عهدنامه پرداختند. محمدعلی شیرازی، با دریافت رشوه‌ای قابل توجه، عهدنامه مذکور را از جانب شاه امضا کرد.
اما ایران اضافه شدن ایضاحات چهارگانه به عهدنامه را نپذیرفت. محمدشاه رسماً اعلام کرد که سند مذکور هیچ اعتباری ندارد و حاضر نیست اضافه شدن آن به عهدنامه را بپذیرد. دولت ایران ابتدا تصمیم گرفت محمدعلی شیرازی را مجازات کند، اما کلنل شیل انگلیسی میانجی‌گری کرد. انگلیسی‌ها تا پایان عمر محمدعلی‌خان به او و خانواده‌اش مقرری پرداخت کردند. همچنین ایران رشوه عثمانی به او را تا دهه‌ها فراموش نکرد و این موضوع بر روابط دو کشور سایه انداخت. بدین ترتیب اختلافات میان ایران و عثمانی پابرجا ماند و حتی پس از سقوط دولت قسطنطنیه نیز ادامه داشت. بعدها کشور تازه تأسیس عراق وارث این اختلافات با ایران شد.

### کاهش شکنجه و اعدام
محمدحسن‌خان اعتمادالسلطنه در صدرالتواریخ می‌نویسد آقاسی «از افراد واجب‌القتل شفاعت می‌کرد و ابداً میل نداشت خون مردم ریخته شود.» به گفته واتسن، او از شاه دست‌خطی گرفت که مطابق آن محمدشاه «شکنجه بدنی نسبت به رعایای خود را شدیداً ممنوع کرد.» این موضوع در نوشته‌های شاهدان اروپایی هم هویداست. چنانچه سارتیژ، سفیر فرانسه، ذکر می‌کند که «اعدام و شکنجه که در حکومت‌های پیشین آنچنان سهل و رایج بود، در دوره صدارت آقاسی عملاً لغو شده است.» عدم تمایل آقاسی به تنبیه و مجازات در یکی از نامه‌های خود او به محمدشاه نیز دیده می‌شود: «قربان خاک‌پای آسمان‌آسای همایونت شوم، فاش می‌گویم و از گفته خود دلشادم… به دهن هفت پشت من زیاد است کدخدای یک ده باشم، چه رسد به حکومت… تنبیه و سیاست کار سلطان است و بنده ملای نادان نمی‌توانم از حد خود تجاوز کنم.»

### ممنوعیت تجارت برده در خلیج فارس
برده‌داری نزدیک به دو دهه پیش در بریتانیا ممنوع اعلام شده بود با افزایش نفوذ انگلیس در خلیج فارس، آنان تصمیم گرفتند تا به تجارت برده از طریق این دریا پایان دهند و همکاری دولت‌های اطراف مانند ایران، عثمانی و مسقط ضروری بود. بنابراین کلنل جاستین شیل که در سال ۱۸۴۶ میلادی جایگزین مک‌نیل شده بود، در نامه‌ای به آقاسی تقاضا کرد اولیای دولت ایران هم فرمانی مشابه صادر کنند. اما خرید و فروش انسان در دین اسلام مانعی نداشت و شاه با این استدلال که «غلام و کنیز خریدن موافق شرع غرای حضرت خاتم‌الانبیاست» با خواست شیل مخالفت کرد. نماینده انگلیس به تلاش خود برای متقاعد کردن شاه ادامه داد؛ از جمله این که نظر مجتهدان تهران را جویا شد اما آن‌ها موضوع را مکروه، و نه حرام، اعلام کردند.

خلاف مذهب من است، خلاف دین من است و من لم یحکم بما انزل الیه لیت هم الکافرون و هم المنافقون و الفاسقون آیه صریح قرآن است. یک شوخی است که دولت انگلیس تأسف می‌خورند که چرا این هر سه فقره را که در قرآن است من قبول نمی‌کنم.

مسئله مهم دیگری که در مخالفت سرسختانه دولت ایران وجود داشت، کمک مالی شیل به شورش سالار در خراسان بود. در همین خلال دولت انگلیس نیروی دریایی خود را مأمور گشت‌زنی در خلیج فارس نمود تا مانع کشتی‌های حمل برده شود. جاستین شیل اندکی بعد به لندن بازگشت. کلنل فرانسیس فرانت از هنگ سواره‌نظام بمبئی به‌طور موقت جایگزین او شد.
در ادامه تلاش‌های مستمر انگلستان، با همزمانی ورود فرانت و مراحل پایانی کنفرانس ارزروم، شیل در یک نامه مؤدبانه، ادعا کرد که انگلیسی‌ها در این مذاکرات جانب ایران را گرفتند و از شاه خواست تا با امضای عهدنامه منع برده‌داری، مقامات و مردم انگلیس را خوشحال سازد. آقاسی جواب دولت ایران به این درخواست را به زمان امضای عهدنامه موکول کرد. فرانت در نامه خود به تاریخ ۱۶ جمادی‌الاول از دولت ایران خواست که به صراحت موافقت یا مخالفت خود را اعلام کنند.
بالاخره محمدشاه در این تاریخ رضایت داد که تجارت برده در خلیج فارس را ممنوع اعلام کند اما ممنوعیتی بر تجارت از طریق خشکی اعمال نکرد. او در پاسخ به آقاسی نوشت: «من اجازه را فقط برای حسن رفتار فرانت می‌دهم واِلا بین ما و دولت انگلیس هنوز خیلی اختلاف وجود دارد.» آقاسی ۳ فرمان به والیان فارس، اصفهان و خوزستان نوشت. او صدور این نامه‌ها را در «موقعیت خاص» برمی‌شمارد که به نظر به وخامت سلامتی شاه اشاره دارد. صدر اعظم در نامه خود به انگلیسی‌ها از حفظ صمیمیت و روابط دوستانه سخن به میان می‌آورد و عنوان می‌دارد که وزرای ایران هم توقع دارند که وزرای انگلیسی نسبت به برآورده کردن خواسته‌های آنان از هیچ کوششی دریغ نکنند.

## روابط خارجی
اینان نخست در چهره مسافر، یا بهتر بگویم، در نقش نقاش می‌آیند. او به ترسیم درخت‌ها، خانه‌ها و دژها می‌آغازد. آن مسافر می‌رود. یک سال بعد بازمی‌گردد و می‌گوید: من پزشک هستم. پزشک هم می‌رود، سال دیگر می‌آید و می‌گوید: من کنسول هستم. آنگاه با همین عنوان در بندر می‌نشیند و رفته‌رفته فرآورده‌های کشورش را به بندر سرازیر می‌کند.

روابط خارجی ایران با انگلیس و روسیه در عهد محمدشاه تیره و پیچیده بود. چنان‌که حتی در مقطعی برای نخستین بار ایران و انگلیس روابط رسمی خود را کاملاً قطع کردند و «رشته الفت» با روسیه هم سست شد. نارضایتی دولت ایران از این وضعیت را می‌توان از گفته آقاسی به سفیر فرانسه که «نمایندگان این دو دولت زیاده و به طرز علنی در کار منافع خویش و در جهت زیان منافع دولت ایران در کارند» و شکایت‌های پیاپی او از رفتار سفرای کشورهای مذکور به شاه دید. اما به هر حال ایران تلاش می‌کرد با این دو دولت «مؤدبانه و محافظه‌کارانه» رفتار کند.

### انگلستان
انگلیسی‌ها در شورش شاهزادگان از علی‌میرزا ظل‌السلطان حمایت کردند. اما او به سرعت سرکوب شد. با وجود ناکامی مدعیان، انگلیسی‌ها دست از حمایت از آن‌ها برنداشتند. چنان‌که در گزارشی آمده آن‌ها با شاهزادگان فراری از طریق ماژول هنیل مکاتبات و پول رد و بدل می‌کردند. نماینده انگلیسی علناً گفت «اینان مدعی سلطنت ایران می‌باشند و هر سالی دو هزار لیره از انگلیس مقرری دارند.» اگر چه شاهزادگان سرکوب شدند، اما حمایت انگلیسی‌ها از آصف‌الدوله ادامه یافت و حتی اسناد این موضوع به دست سفیر فرانسه افتاد. بعدها شورش سالار هم توسط پسر آصف‌الدوله با همکاری انگلیسی‌ها روی داد و محمدشاه در دخالت انگلیسی‌ها «یقین» داشت. مهم‌ترین اتفاق روابط ایران و بریتانیا، مربوط به جنگ هرات بود. چون انگلیسی‌ها خارک را اشغال کردند، تخلیه آن را منوط به امضای عهدنامه تجاری دانستند. آن‌ها ضمناً در پی آن برآمدند که ایلات جنوب کشور را نیز بر دولت محمدشاه بشورانند. انگلیسی‌ها همچنین در مذاکرات ارزروم از عثمانی حمایت کردند، چنان‌که لایار عنوان داشت که «ادعای عثمانی بر خرمشهر رسمی و ادعای ایران اسمی است.» او ادامه داد که «عثمانی باید مالک هر دو ساحل باشد.» اما روسیه به مخالفت برخاست و ایران هم زیر بار نرفت.

این هند است، این روسیه است، این افغانستان است و ایران اینجاست. برای اینکه انگلیس و ایران رابطه خوبی داشته باشند، مهم است که روسیه خیلی به هند نزدیک نشود.

در این شرایط، محمدشاه میرزا حسین‌خان آجودانباشی را راهی پایتخت‌های فرنگ کرد که از جمله مأموریت‌های او مذاکره با انگلیسی‌ها برای صلح بود اما دولت انگلیس سفیر ایران را به عنوان یک نماینده رسمی نپذیرفت و سفر او جنبه غیررسمی داشت. در ژوئن ۱۸۳۹، آجودانباشی براساس نامه‌ای که محمدشاه به او داده بود، با پالمرستون به مکاتبه نشست. از لندن پاسخ آمد: «هر آنچه مک‌نیل کرده است موافق رضا و دستورالعمل امنای دولت انگلیس است.» در ملاقات اول، پالمرستون با سفیر به سردی رفتار کرد. او ادعا کرد که «وزرای دولت علّیه ایران مزدوران روسیه‌اند.» منظورش آقاسی بود. سفیر پاسخ داد حاجی «از سرکار شاهنشاه عالم‌پناه مواجب و مرسوم و لقب قبول نکرده‌اند، تا به دولت دیگر چه رسد.» طرف انگلیسی ادامه داد که افسران روسی در سپاه ایران دیده شدند. سفیر پاسخ داد «کدام شخص، به چه اسم و رسم… در کدام فوج؟» پالمرستون نامه‌ای به دولت ایران نوشت و شرایط انگلیس برای صلح را «مطلق‌العنان بودن اعضای سفارت انگلیس در ایران»، امضای قرارنامه بازرگانی، دست برداشتن از تسخیر هرات توسط ایران و پس گرفتن شکایت از مک‌نیل برشمرد. میرزا حسین‌خان نیز شرایط ایران را اینگونه شرح داد: تخلیه خارک، پرداخت ۲۰۰ هزار تومان که تعهد کرده بودند، برکناری مک‌نیل و دست برداشتن انگلیس از حمایت از شاهزادگان فراری و نامه‌نگاری با روحانیون. دولت ایران می‌دانست که شرایط قبول نخواهد شد.

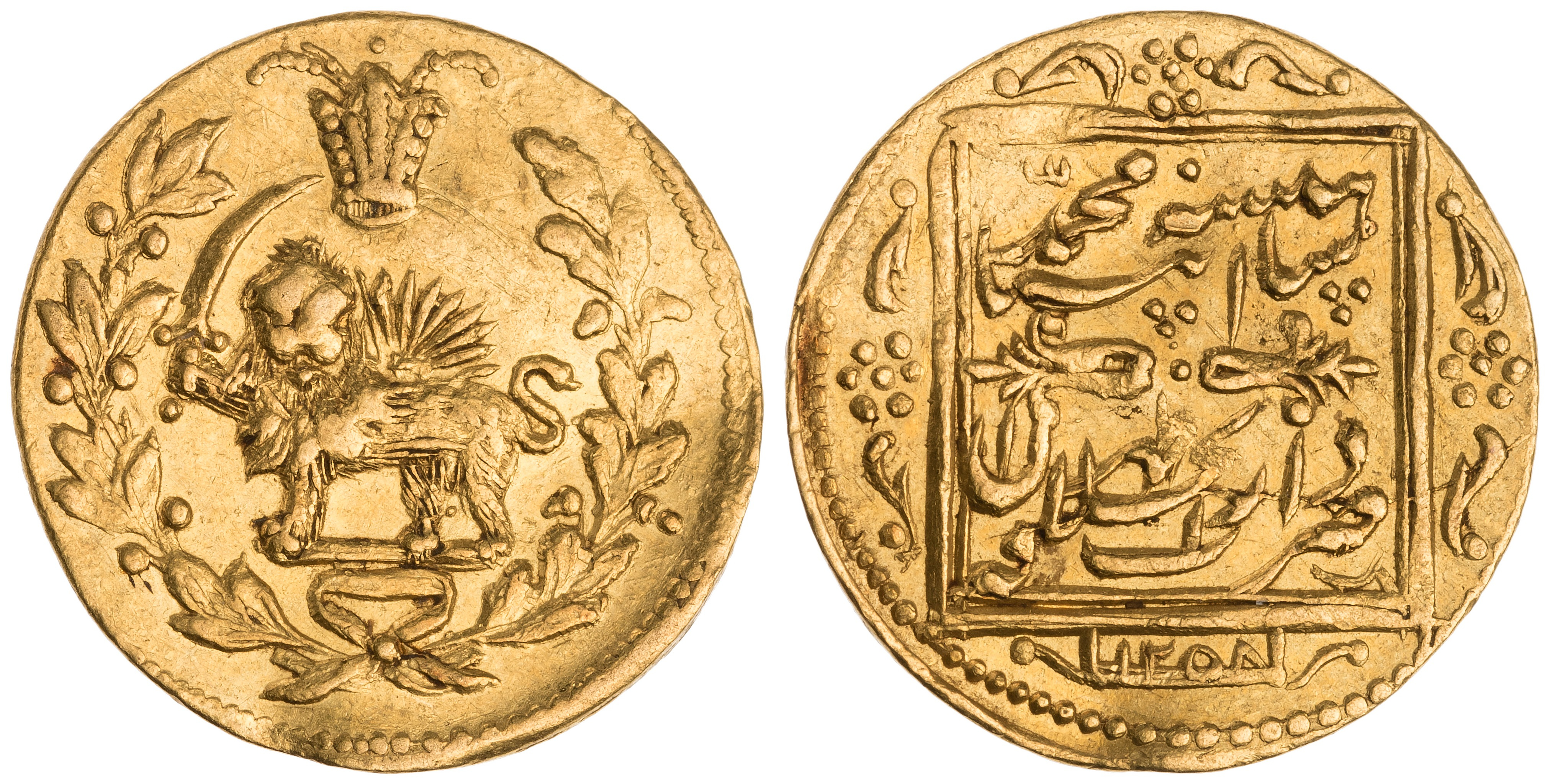
سکه طلای ضرب تهران محمدشاه به تاریخ سال ۱۲۵۸ ه‍.ق (۱۸۴۲ تا ۱۸۴۳ م)

در سال ۱۸۴۱ ایران عهدنامه تجاری را امضا کرد و به انگلیسی‌ها حق داد که در تهران و تبریز و بوشهر کنسولگری دایر کنند. انگلیسی‌ها قول تخلیه خارک را دادند و در ۱۸۴۲ آن را عملی کردند. عهدنامه مذکور بسیار مختصر بود و هیچ سخنی از اتحاد و دوستی دو دولت زده نشد. اما به هر حال این عهدنامه ایدئال لندن هم نبود، چرا که خارج از سه شهر مذکور حق اقامت نداشتند و هدف آن‌ها، دایر کردن کنسولگری در گیلان، نزدیک به مرز روسیه، بود. پس از امضای این عهدنامه، طولی نکشید که کالاهای انگلیسی که قیمت پایینی هم داشتند از راه تبریز–ترابوزان وارد ایران شده و بازارهای آن کشور را پر کردند و این مسئله حتی باعث ورشکستگی تعدادی از تجار ایرانی در تبریز هم شد.

### روسیه
در دوران محمدشاه ایران تنها یک عهدنامه با روسیه به امضا رساند. این عهدنامه برای محدود کردن مهاجرت میان ایران و روسیه بود، چرا که آقاسی می‌پنداشت روس‌ها «اتباع مسیحی ما را به مهاجرت وامی‌دارند.» در سال ۱۸۴۴ قراردادی امضا شد که البته تأثیری در کاهش مهاجرت از ایران به روسیه نداشت و اتباع مسیحی و مسلمان به دنبال کار با گذرنامه یا بی‌گذرنامه راهی روسیه می‌شدند. اما موضوعات مورد مناقشه میان دولت محمدشاه و روسیه، بر سر ورود کشتی‌های جنگی روس به مرداب انزلی و بحث شیلات بود. حاجی آقاسی در شکایت از ورود کشتی‌های روس به مرداب انزلی به محمدشاه نوشت که «رذالت از این بیشتر نمی‌شود… هم بی‌اذن و اجازه به مرداب انزلی آمده، گیلان را برهم زده‌اند.» مطابق ترکمنچای، کشتی‌های روس، نظامی یا تجاری، حق کشتیرانی آزادانه در دریای خزر را داشتند، اما دولت ایران مرداب انزلی را بخشی از دریای خزر نمی‌دانست. نسلرود، وزیر امورخارجه روسیه، نامه‌ای به آقاسی نوشت و هشدار داد که «برهم زدن حقوق خود را دولت بهیه روس هرگز متحمل نخواهد شد.» آقاسی پاسخ داد که «قدغن بی‌حرمتی نیست.» «عهدنامه را به میان بگذاریم. اگر حق با ما بود، اولیای آن دولت را چه حرف؟ و اگر حق با روسیه بود ما را چه سخن؟» حاجی معتقد بود روس‌ها خود می‌دانند حق با آن‌ها نیست، ورنه «دیگر چرا اذن می‌خواهند؟ اگر نیست چرا اذن بدهیم یا عهد تازه ببندیم؟» که ما «تجربت بسی کردیم.»
روس‌ها که واکنش ایران را حاصل توطئه انگلیسی‌ها می‌دانستند با سفیر انگلیس در تهران به سردی رفتار کردند. آن‌ها برای حل مسئله، دست به یک ترفند سیاسی زدند. قرار شد یک کشتی بخاری کوچک، در ظاهر به عنوان هدیه‌ای از سوی امپراتور روس به شاه ایران، بر روی چهار کشتی بخاری به سمت سواحل ایران حرکت کند و بدین ترتیب، دولت ایران در موقعیتی قرار بگیرد که نتواند از ورود کشتی‌های جنگی به مرداب جلوگیری کند چرا که این عمل می‌توانست یک بی‌احترامی بزرگ قلمداد شود. اما آقاسی بر مخالفت خود باقی ماند. او به مأموران انزلی و استرآباد دستور داد که به هر نحو، حتی استفاده از تیراندازی، از ورود آن کشتی‌ها به آب‌های ایران جلوگیری کند. مأمور ایرانی به سمت کشتی‌ها تیراندازی نکرد اما با نشان دادن حکم، از آن‌ها خواست که آب‌های ایرانی را ترک کنند. فرمانده روس نیز کشتی را تحویل داد و بازگشت. امپراتور روسیه پس از این واقعه شخصاً به خود محمدشاه نامه نوشت. او ضمن گله از آقاسی، هشدار داد که ایران باید سریعاً مشخص کند که می‌خواهد با روسیه دوست باشد یا دشمن. محمدشاه نامه را به آقاسی سپرد. صدر اعظم نیز بنا دید که رفتار مأمور ایرانی را «خودسر» توصیف کند. پس از این نامه‌نگاری‌ها، سفیر روسیه اعلام کرد در صورت عدم تغییر نظر ایران، هیئت نمایندگی دستور دارد که فوراً ایران را ترک کند. محمدشاه و آقاسی پس از هشت روز کوتاه آمدند و قرار شد بر حسب «خواهش» امپراتور به کشتی‌های جنگی روسیه اجازه داده شود که در بندرها ایران لنگر بگیرند.
موضوع دیگر، بحث شیلات و فعالیت روس‌ها در استرآباد بود. مطابق عهدنامه، روس‌ها حق ساخت انبار داشتند، اما در عمل انبارها به محل نگهداری مهمات تبدیل شده بود. آقاسی از خرج خود انباری برای روس‌ها ساخت تا دولت ایران ناظر بر این موضوع باشد. در ربط با شیلات، نامه آقاسی به مباشر شیلات استرآباد گویای سیاست وقت دولت ایران در این رابطه است: «من جهد دارم سایر شیلات را هم از دست دولت بهیه [روسیه] بگیرم، آدم تو برمی‌دارد شیلاتی را که در دست [ایران] است به تجار روس اجاره می‌دهد؟» آقاسی از محمدشاه درخواست کرد که همه شیلات شمال را به او اجاره بدهد. صدر اعظم در ۱۸۴۵ از دالگوروکی، وزیر مختار روس، درخواست کرد که از دخالت شهروندان روسی در شیلاتی که در اجاره آقاسی بود، جلوگیری کند. دالگوروکی نیز قول همکاری داد، اما در عمل کار زیادی از او برنیامد.

### فرانسه

#### فرهنگی
در این عصر هنوز «فرنگ» با فرانسه تعریف می‌شد؛ ایرانیان اشتیاق زیادی به فرهنگ و مدنیت روسیه و انگلیس نشان نمی‌دادند و چنان‌که منابع فرانسوی می‌گویند، از روسیان و انگلیسیان به یک اندازه بیزار بودند. محمدشاه خود در نوجوانی به همراه تنی چند از برادرانش تحت آموزش یک زن فرانسوی به نام «مادام دولا ماری‌نیه» زبان فرانسوی آموخت. احتمالاً این زن در علاقه شاه به فرانسه تأثیرگذار بوده است. زبان فرانسه در این دوران به زبان دیپلماسی در ایران تبدیل شده بود و دیپلمات‌ها، به خصوص روس‌ها یا افرادی که در استخدام روسیه بودند، توانایی تکلم به این زبان را داشتند. نخستین دوربین‌های عکاسی نیز در همین دوران به ایران وارد شدند. دو دوربین به نیابت تزار نیکلای اول و ملکه ویکتوریا به دربار ایران تقدیم شد.
محمدشاه شیفته ناپلئون بود و نام تک‌تک سرداران امپراتور فرانسوی را می‌دانست. کتاب «تاریخ ناپلئون» نوشته والتر اسکات را به فارسی برگرداندند و نوشته‌اند که این کتاب، «کتاب بالینی» محمدشاه بوده است. میرزا آقاسی نیز ناپلئون را می‌ستود و مدام افسران فرانسوی که امپراتور به ایران فرستاد را به فرانسویان مقیم ایران یادآوری می‌کرد. محمدشاه به پزشکان انگلیسی هم اعتماد نداشت و می‌خواست که طبیبانش فرانسوی باشند. پزشکی فرانسوی به نام لابات، که محمدشاه او را «شیر» خطاب می‌کرد، جانشین دکتر کرومیک انگلیسی شد. شاه چنان به او اعتماد داشت که «اگر زهر هم تجویز کند می‌خورم، زیرا می‌دانم که برای درمان من داده.» با بیمار شدن لابات، آقاسی به دولت فرانسه نوشت «چون خاطر مبارک همایونی را تنها اعتماد کامل به طبیبان فرانسوی است»، خواهش است که پزشکی درباری که «مخصوص حضور اعلیحضرت قضا شوکت پادشاه دولت فرانسه باشد به ایران روانه دارند.» آقاسی اصرار داشت که پزشک مذکور، از «فنون طبابت، خاصه نقرس، مفاصل و واریس» مطلع باشد. دکتر لویی اندره ارنست کلوکه را که ایرانیان او را «موسیو قلوکی» می‌خواندند در سال ۱۸۴۳ راهی ایران کردند.

#### سیاسی
قطع رابطه با انگلیس فرصتی برای احیای روابط ایران با فرانسه ایجاد کرد. حسین‌خان آجودانباشی پیش از سفر به لندن، به وین و پاریس رفت تا زمینه برقراری رابطه میان ایران با اتریش و فرانسه را فراهم سازد. در وین موفقیتی کسب نکرد و اندکی بعد راهی پاریس شد. حضور سفیر ایران در پاریس، انگلیسی‌ها را نگران ساخت اما روس‌ها اهمیت زیادی ندادند. آجودانباشی پس از گذر از مراحلی به دیدار لوئی فیلیپ رفت؛ هیئت ایران با خود هدایای پرشماری داشت که از جمله آن، شاهنامه‌ای که «اعلیحضرت شاهنشاهی در آن درس خوانده بودند» بود که همان زمان به فرانسه ترجمه کردند. آجودانباشی سخت حکومت فرانسه و لوئی فیلیپ را پسندید و پادشاه هم با او به مهربانی رفتار کرد.

خدا شاهد من است که ما از دریافت درودهای صمیمانه [شاه] خوشحالیم و از ته قلبمان می‌خواهیم در تمام زندگیمان از دوستی شاه و احترام او در روابطمان بهره ببریم؛ می‌خواهیم که اتحاد و یگانگیمان روز به روز گسترش یابد و هیچ فرقی بین کشورهایمان نباشد.

در ابتدا بر سر تأسیس سفارت دائمی یا کنسول‌گری بین دو کشور اختلاف بود اما در آخر فرانسویان کوتاه آمدند و قرار شد کنت دو سرسی به عنوان سفیر راهی تهران شود. ایران همچنین خواستار بود که فرانسه در نوسازی کشور یاری کند. آقاسی به آجودانباشی دستور داده بود که چند کارشناس «شمع‌ریزی، کاغذسازی، شیشه‌گری، پارچه‌بافی، پنبه‌ریسی و استاد پارچه‌های منقش و ساده» از دولت فرانسه درخواست کند. احتمالاً هدف رقابت با فراورده‌های انگلیسی در بازار ایران بود. سپس بحث به احیای سپاه ایران با کمک افسران فرانسوی رسید که قرار شد چند افسر بازنشسته را راهی ایران کنند که از سوی دولت فرانسه نباشد. در رابطه با کارشناسان هم نتیجه دلخواه دولت ایران پیش نیامد و نتیجتاً، قرار شد ایران در عوض دانشجو به فرانسه اعزام کند. در سال‌های آخر پادشاهی محمدشاه که سفیر ایران راهی فرانسه شد، مجدداً آقاسی از او خواست که از دولت فرانسه کارشناس ماهر طلب کند تا «جوانان قابل ما را تعلیم دهند.» دولت فرانسه موافقت کرد اما همان سال محمدشاه درگذشت و آقاسی برکنار شد؛ کار سر نگرفت. چون خبر سفارت دوسرسی رسید، دولت ایران استقبال بزرگی تدارک دید. در این زمان، شاه و وزیرش به سبب شورش علمای شیعه در اصفهان بودند و آن سفیر نیز راهی همان شهر شد و استوارنامه‌اش با امضای «دوست عزیز و کامل شما، لوئی فیلیپ» را به محمدشاه ارائه کرد. اگر چه دولت‌مردان ایرانی از ورود سرسی شادمان بودند و به خواسته‌هایش تن دادند، اما زمان سفارت او بسیار کوتاه بود. در ۱۸۴۱ بازگشت و فرانسه جانشینی برایش تعیین نکرد. تا اینکه در ۱۸۴۳ روابط مجدداً شکل گرفت. گیزو، وزیرخارجه فرانسه، سارتیژ دبیر سفارت فرانسه در استانبول را به سفارت آن کشور در ایران مأمور کرد. سارتیژ در ۱۸۴۴ به تهران رسید و سفارتش تا ۱۸۴۹ طول کشید. حال زمان اعزام سفیر ایران به پاریس بود که موضوع پیچیده‌ای بود. سفیر اعزامی باید برای ورود به اروپا از قسطنطنیه (استانبول) عبور می‌کرد و آنجا با کارشکنی‌های عثمانی و سنگ‌اندازی‌های سفارت‌های روس و انگلیسی روبرو می‌شد. در ۱۸۴۶ تصمیم گرفتند میرزا محمدعلی‌خان شیرازی را اعزام کنند. آقاسی به سفیر دستور اکید داد که «هیچ‌جا مکث و توقف نکند» اما به قسطنطنیه که رسید، روس‌ها و انگلیسی‌ها متوقفش کردند. سارتیژ به آن سفیر به تندی نوشت که «اگر مطیع دولت خود هستید بیش از ۱۵ روز در قسطنطنیه مکث نکنید.» محمدعلی‌خان به حاجی نوشت که سفرای روس و انگلیس تهدید می‌کنند که «ما به کار تو خواهیم آمد، فرانسه به چه کار آید؟» به هر حال سفیر هر طور که شد، از استانبول عبور کرد و راهی پاریس شد.

## درگذشت
حال جسمانی شاه که از نقرس رنج می‌برد، در سال‌های پایانی حکومتش رفته‌رفته وخیم‌تر شد. این وضعیت جایگاه آقاسی را متزلزل و او را نگران از آینده ساخت. صدر اعظم در پی آن برآمد تا الله‌قلی‌خان ایلخانی، ناپسری خود — که نوه فتحعلی‌شاه و پسر عزت النسا، همسر آقاسی بود — را به عنوان ولیعهد جدید معرفی کند. بنا به عباس امانت، اگرچه هدف نهایی آقاسی این بود که فردی نزدیک به خود را در صورت مرگ شاه بر تخت سلطنت بنشاند، اما هدف کوتاه‌مدت او گمراه کردن رقبای درباری‌اش بود. محمدقلی‌خان و پدرش آصف‌الدوله که در خراسان بودند، به این امید که الله‌قلی‌خان پس از به قدرت رسیدن سایر سران ایل قاجار، از جمله منوچهرخان معتمدالدوله را سرکوب خواهد کرد، از ادعای او حمایت کردند. خواسته نهایی آن‌ها این بود که پس از آن به بهانه سرکوب شورش الله‌قلی‌خان، به او و پشتیبانش، آقاسی حمله کنند و آنها را از بین ببرند و دست نشانده خودشان، بهمن میرزا را به تخت سلطنت بنشانند.
منابع قاجاری می‌گویند که به دلیل تحریکات شریران و تملق چاپلوسان، الله‌قلی‌خان سر از بندگی پیچید و علناً اعلام کرد که «به عنوان نواده حسینقلی‌خان جهانسوز، من وارث بر حق پادشاهی‌ام.» دشمنان آقاسی گزارش‌های پرآب‌وتابی در این باره به دست شاه رساندند. اما به دلیل ارتباط الله‌قلی‌خان و آقاسی، محمدشاه واکنش ملایمی نشان داد و صدر اعظم او را قانع کرد که به بیرون کردن مدعی از پایتخت قناعت کند. آقاسی همچنین محمدشاه را راضی کرد تا الله‌قلی‌خان را به حکومت بروجرد منصوب کند. اندکی بعد، در سال ۱۸۴۵ میلادی، بیماری شاه رو به وخامت گذاشت و تردیدها دربارهٔ زنده ماندن محمدشاه، آقاسی را از مهم‌ترین پشتیبانش محروم ساخت. او برای مقابله با مخالفانش، الله‌قلی‌خان را شتابزده به تهران فراخواند. الله‌قلی‌خان ۵۰۰ تفنگچی برای خود دست و پا کرد و منتظر رسیدن خبر درگذشت شاه، در عمارت تازه‌ساز بهارستان ساکن شد. بهبود حال موقتی شاه تا حدودی خیال آقاسی را راحت کرد. صدر اعظم موفق شد با مهارت تمام از الله‌قلی‌خان دفاع کرده و «مجرمان اصلی» را مقصر حضور او در تهران نشان دهد. او محمدشاه را قانع کرد که دست به یک پاکسازی سیاسی بزند و مخالفان خود را به تبعید بفرستد و همچنین حکومت بروجرد را برای الله‌قلی‌خان بازستاند. الله‌قلی‌خان جهت اثبات وفاداری خود به پادشاه، محمدقلی‌خان و آصف‌الدوله را متهم کرد که نقشه برکناری محمدشاه از قدرت را در سر داشتند. آن دو از خراسان فراخوانده شده و به عتبات تبعید شدند که این حکم باعث بروز شورشی در سال ۱۸۴۷ میلادی در خراسان شد. محمدحسن‌خان سالار که پسر آصف‌الدوله بود این شورش را رهبری می‌کرد اما در نهایت امیرکبیر او را به سال ۱۸۵۰ میلادی سرکوب کرد.
وضعیت برای الله‌قلی‌خان ایلخانی و البته آقاسی زمانی پیچیده شد که محمودخان صبا از بروجرد به‌طور مخفیانه خبر آورد که الله‌قلی‌خان درحال برنامه‌ریزی است تا با یاری رهبران قبایل، به تهران شبیخون بزند و شاه را به قتل برساند. جدا از اینکه آیا در این خبر حقیقتی وجود داشت یا نه، چاره‌ای جز پیشنهاد تبعید الله‌قلی‌خان به عتبات برای آقاسی باقی نماند. این مسئله برای صدر اعظم یک آبروریزی به حساب می‌آمد و البته او یک مدعی سودمند را نیز از دست داد.
در تابستان سال ۱۸۴۸ میلادی محمدشاه به دلیل نقرس و ایرزیپلاس درگذشت. شایعاتی که دربارهٔ مرگ او پیچید و در نهایت تأیید هم شد، ناامنی‌هایی در سطح کشور به وجود آورد. شاه در قصر محمدیه در نزدیکی تهران درگذشت و در حرم فاطمه معصومه در قم دفن شد. پس از مرگ محمدشاه، عناصر مخالف آقاسی در دولت و دربار، با حمایت ملک‌جهان خانم مهدعلیا، مادر ناصرالدین میرزا ولیعهد محمدشاه، به سرعت او را از صدارت برکنار کردند. دیری نگذشت که آقاسی با اتهام تلاش برای به قدرت رساندن عباس‌میرزا ملک‌آرا، از پسران محمدشاه، روبرو شد. این مسئله، البته اگر واقعیت داشته باشد، آخرین تلاش صدر اعظم سابق برای حفظ جایگاه خود بود. زمانی که به نیروهای او در خیابان‌های پایتخت حمله‌ور شدند، آقاسی در حرم عبدالعظیم حسنی بست‌نشینی اختیار کرد اما دست آخر توانست با یاری سفرای روسیه و انگلیس به کربلا پناهنده شود. نوشته‌اند در زمان عزل هیچ ملک و مالی نداشت و تنها با «یک عبا» راهی عراق شد. او یک سال بعد همان‌جا درگذشت. تا زمان ورود ناصرالدین‌میرزا و وزیرش میرزاتقی‌خان امیرکبیر از تبریز به تهران، مهدعلیا حکومت را در تهران به دست گرفت و به شیوه‌ای که آن را طریقه جمهوریه خوانده‌اند حکومت کرد.

## جنبش‌های اجتماعی
محمدشاه که یک درویش بود، بعد از به سلطنت رسیدن از روحانیون شیعه دوری جست و اهل عرفان را برکشید. او در سلسله مراتب تصوف مرید صدر اعظم خود، آقاسی، به حساب می‌آمد. پس برآمدن «دولت درویشان»، ناظران اروپایی آزادی بیانی که در ایران به وجود آمد را قابل توجه یافتند. شاه خود شخصاً با وجود یک دین رسمی مخالف بود. او یک مرتبه به سفیر فرانسه گوشزد کرد که «این پاپ‌ها هر بار توانمند شدند، با شاهان درافتادند. چه بهتر که از قدرتشان کاسته شود.»

آزادی بیان در ایران بی‌نظیر است و به وسیله‌ای برای تأمین ناخرسندی‌های مردم تبدیل شده است. طبقه فقیر هرچه دلش می‌خواهد می‌گوید، بی‌آنکه به آزارشان منجر شود و طبقه بالا هم در بند شیوه بیان خود نیست. چنان‌که شاعری طنزنامه علیه شاه سروده و در کوچه و بازار آزادانه بر سر زبان‌هاست.

با این وجود هما ناطق معتقد است محمدشاه و آقاسی دو استثنا در عصر خود نبودند. در میان دولتمردان، افرادی وجود داشتند که عقاید خود را حتی تندتر از این دو ابراز می‌داشتند. چنان‌که خسرو میرزا، برادر شاه، به یک مأمور انگلیسی گفت که «آئین محمدی» (اسلام) سبب این وضعیت ایران است و «ایران در دوران پیش از محمد دارای موقعیت برتری بود.» علاوه بر شاهزادگان، در میان ادیبان این عصر نیز گرایش به ایران باستان و دین زرتشتی به چشم می‌خورد. یغمای جندقی، به عنوان مثال، معاصرانش را به سره‌نویسی زبان فارسی تشویق می‌کرد. باستان‌گرایی در سیاست‌های حکومت و شخص شاه نیز دیده می‌شد. او برای جلوگیری از محو زبان پهلوی که توسط زرتشتیان یزد گویش می‌شد فرمان داد «از دیوان اعلی روزی دو تومان بدهند که چند کس از ایشان این زبان را آموخته و آگاهی به دست آرند.» گرایش به خردگرایی و ضدیت با روحانیون در ادبیات این عصر به سادگی مشهود است. محمدهاشم آصف رستم‌الحکما، مورخ نیمه‌رسمی دربار محمدشاه، در نوشته‌های خود حکومت را ترغیب می‌کرد که از اهل دین دوری جوید، زیرا خواندن آن نوشته‌ها «هیچ فایده و منفعتی ندارد»، در عوض دولت‌های «نیکو سلوک فرنگ» را بشناسد. جنبش‌های دیگری هم بودند که موجودیت خدا را به چالش می‌کشیدند. از جمله آنان، صوفیان «وهمیه» بودند که می‌گفتند «آن واجب‌الوجودی که گویند وجود ندارد و ما از وهم پنداریم و از خیال انگاریم که او وجود دارد.» گوبینو، سفیر فرانسوی، صوفیان و درویشان را در فرنگی‌مآبی و غرب‌گرایی بسیار جلوتر از حکومت و اصلاح‌گران نزدیک به حکومت برمی‌شمارد. او از صوفیانی یاد می‌کند که برای انسان «سرشت خدایی» قائل بودند و پیامبر اسلام را «شیاد» می‌خواندند.
به گفته هما ناطق، در برابر این فرقه‌ها و جنبش‌ها، درویشی و صوفی‌مسلکی محمدشاه و آقاسی سست می‌نمود. اما این دو بودند که با سیاست «درویش‌پروری» خود زمینه را برای بروز این تفکرات هموار ساختند. ناطق معتقد است که بابیه تبلور همین جنبش‌هاست. ناطق در توضیح اینکه چرا صوفیان این تحول افکار را در ادوار پیشین تجربه نکردند، به شکست‌های ایران در برابر روسیه اشاره می‌کند. اینکه «کفار» بر «ملت مسلمان» چیره شدند، زمینه‌ساز پرسش‌هایی برای توضیح برتری دشمن شد. یأس و نومیدی منجر به یک بحران هویتی شد که خود را به شکل بحرانی فرهنگی و مذهبی تجلی داد. در این دوران بسیار بودند ایرانیانی که «پیشرفت غرب را با واماندگی خود» می‌سنجیدند. چنان‌که یک فرد عادی به یک میسیونر انگلیسی توصیه کرده بود که «خوب است شما دین برتر خود را با مراجع شیعیان در کربلا در میان بگذارید.» و دیگری به سربازی فرانسوی گفته بود «شما همه مردمان را برادران خود می‌دانید. حال آنکه این سگ‌ها (روحانیون) شما را نجس می‌خوانند.» بیگلربیگی آذربایجان نیز گفته بود که «شما (یعنی فرنگی‌ها) انسان‌های غریبی هستید… وارثان زرتشت هستید… زمانهٔ رستم و خسرو انوشیروان را دوباره زنده کردید.»

## روابط با ادیان

### رابطه با روحانیون شیعه

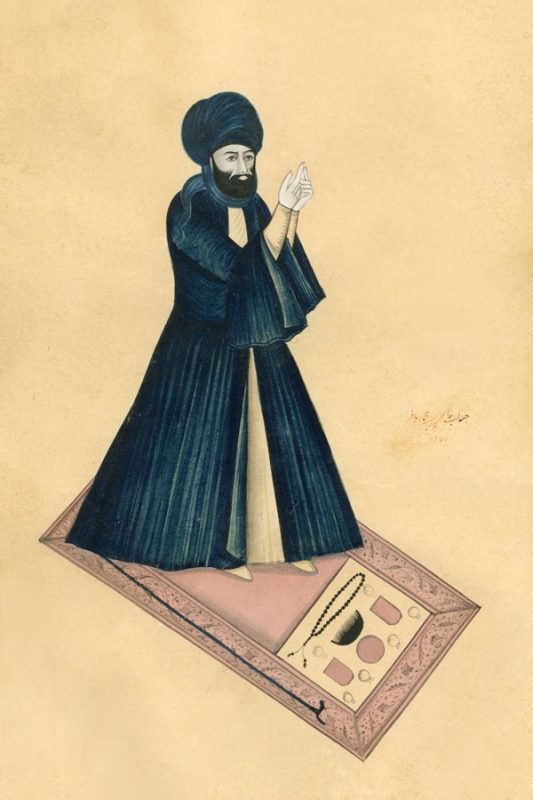
محمدباقر شفتی برجسته‌ترین روحانی شیعه عصر محمدشاهی بود. او در اصفهان شورشی علیه دولت به راه انداخت اما شاه ایران با قاطعیت شورش مذکور را سرکوب کرد.

رابطه محمدشاه با روحانیون شیعه از همان آغاز سلطنت، یا حتی پیش از آغاز آن، تیره بود. روحانیون در نبرد تاج‌وتخت، جانب حسینعلی‌میرزا فرمانفرما را گرفتند. بعد از به قدرت رسیدن محمد میرزا، روحانیون درخواست قائم‌مقام فراهانی مبنی بر تاج‌گذاری شاه در یک مراسم مذهبی را رد کردند. چند ماه پس از آغاز حکومت محمدشاه، آقا سیدمهدی امام جمعه اصفهان راهی تهران شد و فتوا داد که دولت باید «آب و نان یهودیان را ببرد.» شاه زیر بار نرفت. مجتهد در حرم عبدالعظیم حسنی بست نشست و اندکی بعد همان‌جا مرد. در دومین سال سلطنت محمدشاه امام جمعه تهران به «شاه جوان» هشدار داد که «اگر رویه خطا در پیش گیرد، هر آنچه درباره‌اش می‌اندیشم بر زبان خواهم راند.» روحانیون شیعه مدت کوتاهی بعد به رهبری سیدمحمدباقر شفتی در اصفهان علم مخالفت با شاه برافراشتند و محمدشاه نیز شورش آنان را به سختی سرکوب کرد، هرچند شفتی را اعدام نکرد.
خبر کشتار شیعیان کربلا همزمان با عزاداری محرم به ایران رسید. آقاسی ابتدا تلاش کرد خبر را مخفی نگاه دارد و پس از پایان عزاداری‌ها آن را اعلام کند. اما موفق نشد. شفتی با شنیدن خبر مذکور، به سفارت روسیه پیام داد قصد اعلان جهاد دارد و «شاه هم هرچه می‌خواهد بگوید.» حامد الگار معتقد است که هدف شفتی از اعلان جهاد، انتقام‌گیری از دولت ایران بود. اما به هر حال دولت ایران پیش‌دستی کرد. ایران اعلام کرد که عتبات را تحریم می‌کند. این تصمیم روحانیون را خوش نیامد، اما نتوانستند علنی اعتراض کنند. مردم با دولت همراهی کردند و شمار زائران ایرانی از ۵۰ هزار به ۸۰۰ نفر کاهش پیدا کرد. مدت کوتاهی بعد، روحانیون کوتاه آمدند تا غائله کربلا بخوابد و دولت هم کنفرانس ارزروم را آغاز کرد تا با عثمانی به مذاکره بنشیند.
با وجود سیاست‌های روحانی‌ستیزانه محمدشاه، اسلام متروک نماند. مراسم‌های محرم در دوران او رونق سرشاری را تجربه کرد و تعدادی تکیه و حسینیه با پشتیبانی دولت و رجال پرنفوذ ساخته شد. در این تکیه‌ها و حسینیه‌ها، مراسمات روضه‌خوانی و تعزیه با حضور حاضران بسیاری برگزار می‌شد. به عنوان مثال شخص آقاسی در نزدیکی سفارت روسیه برای خود یک تکیه ساخته بود و سیاستمداران خارجی را نیز دعوت می‌کرد. در واقع از زمان صفویه در ایران رسم بود که اروپایی‌های حاضر در ایران برای شرکت به عزاداری‌های بر پا شده برای نبرد کربلا دعوت می‌شدند. در دوران محمدشاه دعوت دیپلمات‌های خارجی به صورت رسمی صورت می‌پذیرفت و حتی سفارت‌های روسیه و بریتانیا در این زمان به صورت رسمی برای خودشان صاحب تکیه شدند.

### باب در عصر محمدشاه
از اتفاقات مهم این عهد ظهور سید علی‌محمد شیرازی ملقب به باب بود که جنبش بابیه را بنا گذاشت. او ابتدا در بوشهر تبلیغ کرد و عده‌ای به او پیوستند. مدتی بعد در شیراز با علمای شیعه مناظره کرد و در آخر میرزاحسین‌خان، حاکم فارس، دستور داد تا «هر دو پای او را استوار بستند و چوبش زحمت فراوان کردند.» باب شکایت به محمدشاه برد: «اگر تو گوشه‌ای از ستمروایی این مرد را می‌دانستی، از او انتقام می‌گرفتی زیرا که تا روز رستاخیز پادشاهی تو را آلوده ساخت.» او محمدشاه را به آیین خود جلب کرد. باب در اصفهان، مطابق دعوت حاکم شهر، با علما مجدداً مناظره کرد و روحانیون فتوا به قتلش دادند، اما آقاسی به یاری باب شتافت و او را به تهران فراخواند. حامد الگار معتقد است که در اینجا باب به «ابزاری در دست حکومت در پیکار میان دولت و علما» تبدیل شد.
اما باب در راه تهران بود که محمدشاه به او نامه نوشت و از او خواست که به ماکو برود. باب به شاه نوشت: «پس از دریافت دستور تو، من به حکمران کشور تو (آقاسی) نوشتم: سوگند می‌دهم که مرا بکش زیرا شایسته خود نمی‌دانم که بی‌گناه زیسته باشم اما به جایی بروم که گناهکاران می‌روند.» حاجی اما در پی دلجویی برآمد. او از جانب محمدشاه نوشت «چون ملاقات شایسته ممکن نخواهد بود، شما به ماکو روید… چون از سفر برگردیم، شما را به حضور خواهیم خواست.» شاید آقاسی مانع روی دادن این ملاقات شده بود زیرا بیم آن داشت که جایگاهش نزد شاه با ورود باب به چالش کشیده شود. آقاسی همچنین نامه‌ای به علمای اصفهان نوشت تا آنان را از عدم اعدام باب و انتقال او به ماکو «برای اینکه در بند باشد»، خبردار کند. حاجی مدتی بعد باب را به ارومیه انتقال داد و سپس راهی تبریز کرد. در تبریز مجدداً مجلس آراستند و باب در حضور ناصرالدین میرزا (ناصرالدین‌شاه آینده) با علمای شیعه به مناظره نشست و روحانیون مجدداً حکم به قتلش دادند. اما آقاسی به کشتنش تن نداد و باب زنده ماند. محمدشاه در همان اوصاف درگذشت.

### صوفیه
در دوره فتحعلی‌شاه، اهل عرفان و تصوف مورد آزار و اذیت بودند و حتی خون آن‌ها «مباح» اعلام شده بود. در این وضعیت، صوفیان و درویشان برای رهایی از آزار توسط حکومت و روحانیون شیعه، به عباس میرزا پناه می‌بردند. این مسئله، شرایطی را پدیدآورد که محمد میرزا از جوانی در دامان درویشانی مانند محمدرضا همدانی، حاجی زین‌العابدین شروانی و مهم‌تر از همه، حاجی میرزا آقاسی پرورش یابد. بدین ترتیب، در روزگار «واجب‌القتلی» صوفیان و درویشان، یک درویش شاه ایران شد. او پس از به قدرت رسیدن، صوفیان و آزاداندیشان را برکشید و از روحانیون شیعه دوری جست. در این شرایط، اهل عرفان به اندازه‌ای زیاد شدند که سفیر روس با نگرانی از وابستگی شاه و صدر اعظم به صوفیان که «اخلاقشان اطمینان‌بخش نیست» نوشت. بان دوبود، سیاستمدار روس هم ذکر کرد که به دلیل گسترش بی‌سابقه صوفی‌گری، نهادهای عرفی بر «اقتدار ملاها» می‌چربند. او می‌نویسد که این فرقه تبدیل به آزاداندیشان ایران شده‌اند.

### فرمان آزادی اعتقاد
در زمان صفویان، دولت ایران جهت مقابله با عثمانی به دنبال رابطه‌ای دوستانه با کشورهای مسیحی بود و در همین راستا، با جمعیت مسیحی خود به نیکی رفتار می‌کرد. شاه عباس یکم صفوی به مسیحیان حق مالکیت، اجازه بنای کلیسا و مدارس اعطا کرد که این توسط شاهان بعدی هم تأیید شد. اعطای این حق، امتیاز بزرگی بود چنان‌که آن را «الغای امتیاز مسلمانی» توصیف کرده بودند. به هر صورت، با سقوط اصفهان و به پادشاهی رسیدن نادرشاه در اتفاقات پس از آن، این حق برافتاد؛ تا زمانهٔ محمدشاه. در دوران محمدشاهی که از نقش روحانیون در دولت کاسته شد، مسیحیان جان تازه‌ای گرفتند. در همین دوران، مبلغان مسیحیِ اروپایی و آمریکایی یکی پس از دیگری وارد ایران شدند.
در این وضعیت و بنا به سفارش کنت دوسرسی سفیر فرانسه، دولت ایران فرمانی صادر کرد که مطابق آن ترسایان ایران مجدداً از همان حق و حقوقی برخوردار شدند که در دوران پادشاهی صفویان بر ایران دارا بودند؛ یا به عبارت دیگر، چنان‌که عباس اقبال گوید، «از همان مزایای حقوقی که سایر رعایای ایران داشتند، بهره‌مند شدند.» این فرمان به چهار زبان فارسی، فرانسه، ارمنی و سریانی پخش شد و مورد تحسین اروپاییان و آمریکاییان ساکن ایران قرار گرفت. در این فرمان، شاه با همان لحن درویش‌مآبانه وقت دولت ایران خود را از قضاوت دربارهٔ دین رعایای خود مبری اعلام کرد و عنوان کرد چون خدا «ترتیب عالم تکوین را به تألیف و امتزاج طبایع مختلف المزاج منوط مربوط داشته»، خود اوست که باید در مورد عقاید انسان‌ها داوری کند.
صدور این فرمان وضعیت مبلغان مسیحی غربی در ایران را دگرگون کرد. آمریکایی‌های پروتستان با لازاریست‌های کاتولیک فرانسوی بر سر مالکیت کلیساها و تبلیغ در میان مسیحیان ایران به رقابت برخاستند. این رقابت تا مدت‌ها طول کشید و حتی پای دولت‌های روسیه و انگلیس به موضوع باز شد.

### مبلغان مسیحی
در مجموع ۳ گروه از مبلغان مسیحی در عصر محمدشاه وارد ایران شدند؛ لازاریست‌های فرانسوی که کاتولیک بودند و دو هیئت پروتستان که یکی انگلیسی و دیگری آمریکایی بود. به سبب رابطه شکرآب ایران و انگلیس در این دوره، هیئت انگلیسی موفقیتی کسب نکرد و اندکی بعد ایران را ترک کرد. اول آمریکایی‌ها وارد ایران شدند. دولت ایران آنان را به گرمی پذیرفت. در ۱۸ ژانویه ۱۸۳۶، نخستین مدرسه خود را تأسیس کردند که تنها ۱۷ دانش‌آموز داشت. دو سال بعد نخستین مدرسه دخترانه هم تأسیس شد که در ابتدا تنها ۴ دانش‌آموز داشت. در ۱۸۳۹، محمدشاه شخصاً نامه‌ای نوشت و از اینکه «با دقت تمام مشغول تربیت و تعلیم جوانان و نشر علوم می‌باشید» تشکر کرد. اندکی بعد از آنان خواستند که به کودکان مسلمان هم آموزش دهند، اما آمریکایی‌ها طفره رفتند چون از روحانیون می‌ترسیدند؛ با این حال محمدشاه فرمانی صادر کرد و موضوع حل شد. ورود لازاریست‌ها به ایران در ۱۸۳۸ اتفاق افتاد. اما یک سال پیش از آن، یک جوان فرانسوی کاتولیک به نام اوژن بوره وارد ایران شد. برخلاف آمریکاییان، اوژن بوره سر ستیز با دین اسلام که به قول او «ضدطبیعت و جامعه» بود، داشت و می‌خواست با «حربه علوم به جنگش» برود. نخستین مدرسه او در ۱۸۳۹ در تبریز به راه افتاد. او در ابتدا تنها ۱۴ دانش‌آموز داشت که هم مسلمان و هم مسیحی بودند. ورود این دو گروه به ایران منجر به رقابت‌هایی میان آنان شد که حتی شورش‌هایی را نیز ایجاد کرد. در اثر این شورش‌ها، محمدشاه فرمانی مبنی ممنوعیت تبلیغ صادر کرد اما چند سال بعد مطابق خواسته سفیر فرانسه در فرمان جدیدی به میسیونرهای مسیحی دوباره اجازه تبلیغ داد.

## سیاست‌های ارضی
گزارشگر ناشناس عصر محمدشاه در سال ۱۸۴۳ نوشت که ملوک‌الطوایفی عصر فتحعلی‌شاه که شاهزادگان در قلمروی خود آزاد بود، برافتاده است. او می‌نویسد با روی کار آمدن محمدشاه «تشکیلات حکومتی دگرگون شده و آن رؤسا به دلایلی چون جنایت، بدرفتاری یا انباشت ثروت برکنار شده‌اند. نظارت دولت مرکزی بر ولایات بیشتر شده است و ولایات را از نو به حکومت مرکزی بستند.» اما او معتقد است این تغییرات شاهزادگان را خوش نیامد، و دلیلش را «نبود احساس نظم و عدالت در میان ایرانیان» برشمرد. فریه، افسر فرانسوی دوران محمدشاه و اوایل عصر ناصری، می‌نویسد که «او (یعنی آقاسی) اقدامات ارزنده‌ای پیش گرفت تا ایران را از وحدت حکومتی برخوردار کند و درستکاری به امور بدهد. بسان لوئی سیزدهم و کاردینال ریشلیو اقتدار فئودال‌ها را شکست.»

دولت محمدشاه یکی از راه‌های مقابله با فرآورده‌های انگلیسی را احیای کشاورزی می‌دانست. در همین رابطه آقاسی در پی احیای زمین‌های موات برآمد. او به وزیرخارجه فرانسه نوشت که «دوستدار سعی و اهتمام زیادی در احیای اراضی موات دارد» و استاد آبیاری فرانسوی طلب کرد. نوشتند که او ۱۴۳۸ دهکده را آباد کرد. شیوه دهسازی ایرانی در این عصر، تحسین فرنگیان را برانگیخت، چنان‌که هیئت فرانسوی گزارش مفصلی از آن تهیه کرد تا در «الجزایر همین شیوه» را به کار گیرند.

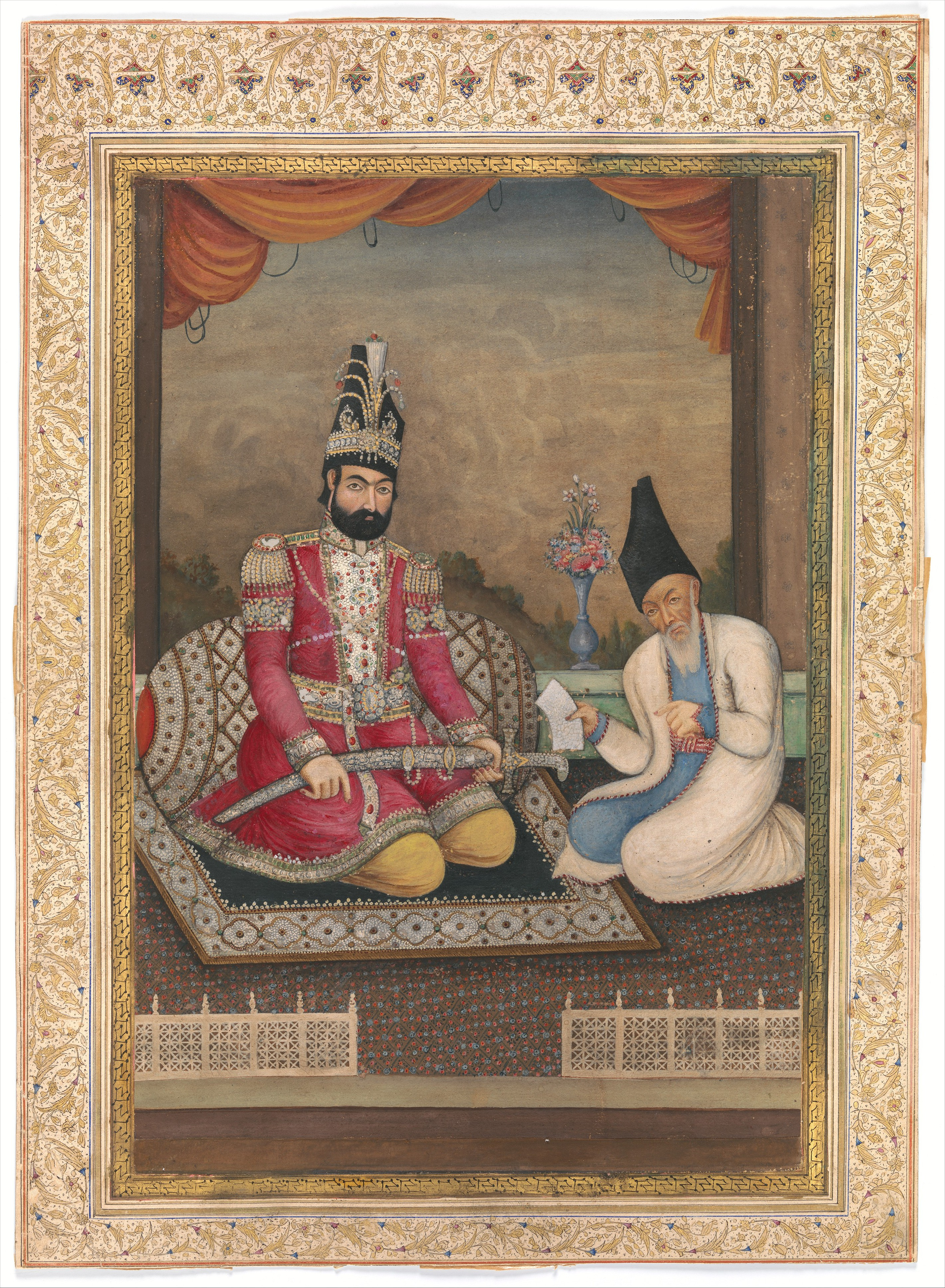
محمدشاه در کنار صدر اعظم خود، حاجی میرزا آقاسی.

آقاسی همه این ده‌ها را به دولت «هبه شرعی» کرد؛ یعنی جزو املاک خالصه نمود. املاک یا اراضی خالصه در ایران را املاکی گویند که تحت حاکمیت مستقیم تاج‌وتخت ایران بود. محمدشاه میان اراضی متعلق به دولت و املاک خودش تمایز قائل می‌شد، چنانچه دومی را «ملک خاص» می‌خواند. علاوه بر دهکده‌های آبادشده، پس از سرکوب شورش مجتهدان و لوطیان در اصفهان، همه زمین‌های غصب‌شده توسط شورشیان را جز املاک دولتی کردند که این موضوع زمین‌داران بزرگ را خوش نیامد. گزارشگر ناشناس می‌نویسد که این املاک را از «دارایی‌های شاهزادگان و فئودال‌های سابق مصادره کردند.»
بیشتر اراضی مذکور را در اختیار روستاییان، «ایلاتی که قصد ساکن شدن داشتند» یا برای اینکه «خدمتی کرده باشند در اختیار افراد مقروض» قرار می‌دادند. آقاسی حتی اقامتگاه شخصی خودش را هم جزو املاک خالصه کرده بود. خود گوید: «من آنچه خریدم از پول دولت و برای دولت بوده است.» با وجود همه این‌ها، در رابطه مالک و برزگر که از پیش برقرار بود، تغییر بزرگی حاصل نشد.
در این دوران همچنین بخشی از املاک خالصه نادرشاهی را که برای تأمین هزینه‌های جنگ‌ها جزو املاک دولتی کرده بودند، «مشروط بر اینکه مردمان و ورثه مالکان سجل خویش بیاورند» به صاحبانشان بازگرداندند. با وجود استرداد ۲ کرور زمین به وارثان دویست ساله، موفقیت زیادی در این باب حاصل نشد؛ چرا که بیشترشان در تملک دولت باقی ماند. بعدها نوشتند «ناصرالدین‌شاه… اقلاً اگر به همان روش حاجی… در تعمیر دهات کوشیده بود، بسی مصیبت‌ها دولت ایران نمی‌کشید.»

## اقدامات فرهنگی
در دوره محمدشاهی، دولت ایران ۵ دانشجو از فرزندان رجال برجسته دربار از جمله آن‌ها میرزا حسین‌خان سپهسالار صدر اعظم آینده ایران و ملکم خان را جهت تحصیل راهی پاریس کرد. یک دانشجو به انگلیس و ۲ دانشجو نیز به روسیه و ایتالیا راهی شدند. هدف آن بود که اینان فنونی چون نظامی‌گری، پزشکی، نقاشی، چینی‌سازی و هندسه را آموزش ببینند، سپس به ایران بازگردند و در دولت مشغول به کار شوند. به همین دلیل، مقامات ایرانی مرتباً در نامه‌هایی به مقامات کشورهای مقصد تأکید می‌کردند که «مراقب تحصیل آن نورچشمی‌ها باشند» و نگذارند آن‌ها «در هیچ وقت من‌الوجوه… جز ایام تعطیل… به اختیار خود حرکت کرده و از تحصیل بازمانند.» قرار بود ۱۰ نفر دیگر را نیز در ۱۸۴۷ م به فرانسه بفرستند اما با اطلاعات موجود، مشخص نیست رفتند یا خیر.
نخستین روزنامه به زبان فارسی در همین عصر تأسیس شد که البته اسمی نداشت و آن را تنها «کاغذ اخبار» (به تقلید از newspaper) می‌نامیدند. میرزا صالح شیرازی آن را مدیریت می‌کرد و چهار برگ داشت. کاغذ اخبار شامل «اخبار ممالک شرقیه و غربیه» بود و اخباری چون «طوفانی عظیم در انگلیس» و «مجادله و مقاتله در اسپانیا بر سر ارث» را پوشش می‌داد. تأسیس چاپخانه سنگی در تهران، ارومیه، تبریز و اصفهان نیز در زمان پادشاهی محمدشاه اتفاق افتاد.
زمان اعزام محمدعلی‌خان به سفارت پاریس، آقاسی به او امر کرد فهرستی که دولت ایران از ۵۰ کتاب علمی و فنی فرنگی تهیه کرده را در بازگشت با خود بیاورد. سفیر فهرست را در اختیار وزارت خارجه فرانسه قرار داد و آنان نیز دستور دادند آثار مورد نیاز ایران تأمین شود. کتاب‌هایی که در این لیست به چشم می‌خوردند، جهت نمایاندن دغدغه فکری ایرانیان در آن عصر قابل توجه است. علاوه بر آثار متفکران عصر روشنگری، در لیست نام کتاب‌هایی در ربط با ساخت موتور بخار و صنایعی چون فولاد، آهن، قطار و راه‌آهن و چند کتاب دربارهٔ تاریخ به چشم می‌خورد.

## شخصیت و چهره عمومی
جیمز بیلی فریزر که اندکی پیش از به سلطنت رسیدن محمدشاه در سال ۱۸۳۴ میلادی با او ملاقات داشته است، ولیعهد ثانی را «لایق‌ترین در میان تمام فرزندان و نوادگان پرشمار فتحعلی‌شاه، مخصوصاً از نظر اخلاقی و شخصی» توصیف می‌کند. دوسرسی فرانسوی به تفاوت زیاد موجود بین فتحعلی‌شاه و محمدشاه اشاره می‌کند و ظاهر او را «دلپذیر و برازنده» برمی‌شمارد. او در دیدارهای خصوصی زیادی با محمدشاه حضور داشته و در آن‌ها بینش سیاسی شاه و تلاشش برای بهبود روابط ایران و فرانسه را ستایش و البته به ناکارآمدی وزیرانش اشاره کرده است. اوژن فلاندن به اینکه شاه به برخی علوم نوین اروپایی تسلط دارد اشاره کرده است و شخصیت او را «شیرین» توصیف می‌کند. او محمدشاه را به عنوان صادق‌ترین مرد کشورش می‌ستاید و به سادگی دربار و حرمسرای شاه اشاره می‌کند. در عین حال می‌نویسد که محمدشاه به خرافات روحانیون و درویشان باور دارد. او همچنین به صورت مختصر به ذکر خصوصیات ظاهری پادشاه در زمان ملاقاتی که با او در اصفهان داشته پرداخته است. ایلیا نیکالایویچ برزین روسی نیز توصیف مشابهی به دست می‌دهد و از مریضی مزمن محمدشاه می‌نویسد. از آنجایی که حرکات او محدود بود معمولاً به جای اسب سوار بر کالسکه می‌شد و برای سوار بر اسب شدن نیاز به چارپایه داشت. صدایش در زمان صحبت کردن مقداری «تو دماغی» بود. معروف بود که او همه امور را به دست حاجی میرزا آقاسی سپرده است. در زمان او بود که پوشش اروپایی در ایران باب شد و همین مسئله چهره دربار را دگرگون کرد.
تاریخ‌نویسان ایرانی عصر قاجار محمدشاه را مانند سایر پادشاهان قجری و با عناوین افتخاری معمول مانند خاقان بن خاقان خطاب می‌کنند. محمدشاه را به دلیل حضور در جنگ‌های ایران و روسیه بیشتر با القابی مانند «پادشاه غازی» یا «محمدشاه غازی» ستوده‌اند. محمدتقی سپهر لسان الملک به خصوص سخن به ستایش شاه می‌گشاید و می‌گوید که تاکنون در ممالک شیعه چنین حاکم خوش‌طینت و خوش‌رفتاری ندیده است. او ضمناً محمدشاه را متین و دلاور توصیف می‌کند. حسن فسایی تصویر مثبتی از این پادشاه به دست می‌دهد و ضمن ستودن تسلط او در علوم ریاضی به توانایی محمدشاه در خوش‌نویسی و مهارتش در خط نستعلیق اشاره می‌کند. مورخان بریتانیایی اما او را به شدت منفی و چون «دست‌نشانده روسیه» نمایانده‌اند که دلایلی چون تلاش شاه برای برقراری حاکمیت ایران بر هرات در این دیدگاهشان تأثیرگذار بوده است. منابع فرانسوی به نسبت شاه دیدگاهی بی‌طرفانه‌تر ارائه کرده‌اند.

## از دیدگاه تاریخی
ایران در دوره محمدشاه، مانند عصر فتحعلی‌شاهی، هنوز یک جامعه اسلامی قرون وسطایی بود. در این عهد، سازوکارهای دوره پیشین کم‌وبیش ادامه پیدا کردند؛ تفاوت عمده سلطنت «شاهنشاه مبرور» با «خاقان مغفور» اما رابطه میان دین و دولت بود. چنان‌که حامد الگار می‌گوید، دوره محمدشاه زمانی بود که «رابطه دولت ایران و علما به مرحله جدیدی از درگیری و ستیز رسید» که به عقیده این مورخ سبب آن «سرشت الحادی افکار مذهبی» شاه بود. عطف به این موضوع، هما ناطق این دوره را «عصری شگفت‌انگیز و سخت روشن‌گر» می‌یابد که چون پلی بین دو دوره از خفقان مذهبی تحت سایه اقتدار علمای شیعه در ادوار فتحعلی‌شاهی و ناصری قرار دارد. محمدشاه خود به این موضوع مفتخر بود؛ یک مرتبه به سفیر فرانسه گفت:
در قلمرو من ۳٬۰۰۰ خانوار مسیحی زندگی می‌کنند… که آدم‌های خوبی هم هستند. شما آگاه هستید که من با آنان و باقی رعایایم رفتار یکسانی دارم و این کاری است که من مدت‌هاست رواج داده‌ام. هرگز در ترکیه جرئت انجام چنین کاری را نداشتند. من در سپاه ایران مسیحی و مسلمان را در هم آمیخته‌ام. حالا صاحب منصبان و سرتیپان و سرهنگان مسیحی فرماندهی مسلمانان را برعهده دارند و شما خود آن‌ها را می‌شناسید، مگر نه؟
اما تنها اندکی بعد از درگذشت محمدشاه بود که «زمانه برگشت.» ناصرالدین‌شاه، پادشاه جدید، نقاشی علی بن ابی‌طالب را بر دیوار کاخ خود آویخت و با روحانیون شیعه از در آشتی درآمد. تنها یک ماه بعد از درگذشت محمدشاه خبری به کنسول‌گری فرانسه در طرابوزان مخابره شد مبنی بر اینکه «همه یهودیان شیراز را کشتند.» در ماه مه سال بعد روحانیون شیعه برای «سرهای بریده» افسران فرنگی جایزه تعیین کردند. سنگسار از نو رواج یافت و پیروان باب را نیز سرکوب کردند. مطابق گفته گاوین هامبلی، با اختلافات میان محمدشاه و علمای شیعه است که برای نخستین بار نفرت از سلطنت میان برخی از علما پدیدار می‌شود.
باری اینکه انتقال قدرت از فتحعلی‌شاه به محمدشاه با جنگ داخلی طولانی همراه نشد، خود نشانه گسست از سنت‌های پیشین که در چند سده اخیر وجود داشتند، است. بنا به گفته عباس امانت، محمدشاه که از نسل چهارم سلسله قاجار بود، حتی نسبت به پدرش عباس میرزا هم با زندگی ایلاتی آشنایی کمتری داشت. او در یک زندگی درباری ایرانی رشد یافته بود و با شیوه‌های اروپایی هم آشنایی داشت، هرچند در سال‌های سلطنتش احساسات ضداروپایی در او پرورش پیدا کرد.

## زمان حکومت در مقایسه با دیگر شاهان قاجار
اعداد سال خورشیدی را نشان می‌دهند:

## فرزندان
| ردیف | نام             | تولد – وفات                    | نام مادر             | تصویر | توضیحات |
| ---- | --------------- | ------------------------------ | -------------------- | ----- | --- |
| ۱    | ناصرالدین میرزا | ۲۵ تیر ۱۲۱۰ – ۱۲ اردیبهشت ۱۲۷۵ | مهدعلیا              |       | ولیعهد محمدشاه و سپس شاه ایران |
| ۲    | عباس میرزا      | ۶ آذر ۱۲۱۸ – ۲۵ فروردین ۱۲۷۶   | خدیجه‌خانم چهریقی     |       | ملقب به مُلک‌آرا |
| ۳    | محمدتقی میرزا   | ۱۲۱۹ – ۱۲۸۰                    | زینب‌خانم افشار ارومی |       | ملقب به رکن‌الدوله حاکم فارس و خراسان جد خاندان رکنی قاجار |
| ۴    | عبدالصمد میرزا  | ۱۳ اسفند ۱۲۲۲ – ۱۳۰۸           | اُقل‌بیگه سالور        |       | ملقب به عزالدوله جد خاندان سالور |
| ۵    | عزت‌الدوله       | ۱۲۱۱ – ۱۲۸۰                    | مهدعلیا              |       | ابتدا همسر امیرکبیر، سپس همسر میرزا کاظم خان نظام‌الملک (پسر میرزا آقاخان نوری) پس از او همسر یحیی خان مشیرالدوله و سپس همسر انوشیروان خان عین‌الملک شد. صاحب هشت فرزند بود، از جمله ام‌الخاقان.                                                                              |
| ۶    | عزیزالدوله      | ؟ – ۱۳۱۸ یا ۱۳۱۹ قمری          | خدیجه‌خانم چهریقی     |       | او بنا به وصیت محمدشاه به ازدواج شاهزاده کیومرث میرزا عمیدالدوله درآمد و صاحب سه فرزند شد: تاج‌الدین میرزا، شعاع‌الدین میرزا و جمیل‌الدوله (عزیزالدوله ثانی). مدتی بعد طلاق گرفت و با معین‌السلطنه ازدواج کرد. سرانجام از او نیز جدا شد.                                       |
| ۷    | عفت‌الدوله       | ؟ – ۱۳۱۰ قمری                  | بلورخانم             |       | ابتدا با یوسف‌خان سرتیپ پسر خان بابا خان سردار ازدواج کرد. پس از او به ازدواج ابراهیم‌خان نظام‌الدوله درآمد. از همسر اول دختری یافت که پس از او ملقب به عفت‌الدوله شد و به ازدواج نظم‌الدوله خواجه‌نوری درآمد. از همسر دوم دارای یک دختر به نام طوبی شد که پیش از ازدواج درگذشت. |
| ۸    | احترام‌الدوله    | ؟ – ۱۲۸۹ قمری                  | اُقل‌بیگه سالور        |       | او را به همسری مؤتمن‌الدوله پسر میرزا سعیدخان انصاری دادند. از این ازدواج دو فرزند متولد شد: خانم بالا که پیش از ازدواج درگذشت و خانم شاهزاده که با عمادالسلطنه پسر عزالدوله ازدواج کرد.                                                                                    |

### ارجاع‌ها
1. ↑  Hambly, The Cambridge History of Iran, 131.
2. ↑  Aktin, Russia and Iran, 1780-1828, 42.
3. ↑  بخش تاریخ، آقا محمدخان، ۴۷۶.
4. ↑  Amanat, Iran: A Modern History, 305.
5. ↑  Hambly, The Cambridge History of Iran, 144.
6. ↑  Amanat, British influence in Persia in the 19th century.
7. ↑  Andreeva, Russia and Iran in the Great Game, 5.
8. ↑  Kazemzadeh, ANGLO-RUSSIAN CONVENTION OF 1907.
9. ↑  Volodarsky, Persia's foreign policy, 129.
10. ↑  ابوالحسنی، محمدشاه قاجار و عهدنامه ارزروم دوم.
11. ↑  Algar, Religion and State in Iran, 46.
12. ↑  ناطق، ایران در راه‌یابی فرهنگی، ۳۴.
13. ↑  Algar, Religion and State in Iran, 45.
14. ↑  ناطق، ایران در راه‌یابی فرهنگی، ۳۴–۳۶.
15. ↑  Calmard, MOḤAMMAD SHAH QĀJĀR.
16. ↑  Calmard, MOḤAMMAD SHAH QĀJĀR.
17. ↑  Amanat, Pivot of the Universe, 26.
18. ↑  Calmard, MOḤAMMAD SHAH QĀJĀR.
19. ↑  Amanat, Pivot of the Universe, 26.
20. ↑  ناطق، ایران در راه‌یابی فرهنگی، ۱۳.
21. ↑  ناطق، ایران در راه‌یابی فرهنگی، ۱۳.
22. ↑  ناطق، ایران در راه‌یابی فرهنگی، ۱۳.
23. ↑  Calmard, MOḤAMMAD SHAH QĀJĀR.
24. ↑  Amanat, Pivot of the Universe, 26.
25. ↑  رازنهان و  آهنگران، محمدشاه و حاکمیت ایران بر هرات.
26. ↑  Calmard, MOḤAMMAD SHAH QĀJĀR.
27. ↑  رازنهان و  آهنگران، محمدشاه و حاکمیت ایران بر هرات.
28. ↑  Hambly, The Cambridge History of Iran, 167.
29. ↑  Amanat, FATḤ-ʿALĪ SHAH QĀJĀR.
30. ↑  Amanat, FATḤ-ʿALĪ SHAH QĀJĀR.
31. ↑  Hambly, The Cambridge History of Iran, 167.
32. ↑  شمیم، ایران در دوره سلطنت قاجار، ۱۱۹.
33. ↑  Calmard, MOḤAMMAD SHAH QĀJĀR.
34. ↑  ناطق، ایران در راه‌یابی فرهنگی، ۸۴.
35. ↑  ناطق، ایران در راه‌یابی فرهنگی، ۸۵.
36. ↑  شمیم، ایران در دوره سلطنت قاجار، ۱۱۸.
37. ↑  شمیم، ایران در دوره سلطنت قاجار، ۱۱۹.
38. ↑  شمیم، ایران در دوره سلطنت قاجار، ۱۱۹.
39. ↑  Hambly, The Cambridge History of Iran, 168.
40. ↑  شمیم، ایران در دوره سلطنت قاجار، ۱۲۰.
41. ↑  Hambly, The Cambridge History of Iran, 168.
42. ↑  Hambly, The Cambridge History of Iran, 167.
43. ↑  Hambly, FARMĀNFARMĀ, ḤOSAYN-ʿALĪ MĪRZĀ.
44. ↑  شمیم، ایران در دوره سلطنت قاجار، ۱۲۱.
45. ↑  ناطق، ایران در راه‌یابی فرهنگی، ۱۷.
46. ↑  پیری، سیاست داخلی و خارجی قائم مقام فراهانی.
47. ↑  ناطق، ایران در راه‌یابی فرهنگی، ۱۶.
48. ↑  ناطق، ایران در راه‌یابی فرهنگی، ۱۴.
49. ↑  پیری، سیاست داخلی و خارجی قائم مقام فراهانی.
50. ↑  پیری، سیاست داخلی و خارجی قائم مقام فراهانی.
51. ↑  پیری، سیاست داخلی و خارجی قائم مقام فراهانی.
52. ↑  ناطق، ایران در راه‌یابی فرهنگی، ۱۷.
53. ↑  ناطق، ایران در راه‌یابی فرهنگی، ۱۸.
54. ↑  ناطق، ایران در راه‌یابی فرهنگی، ۱۸.
55. ↑  Calmard, MOḤAMMAD SHAH QĀJĀR.
56. ↑  رازنهان و  آهنگران، محمدشاه و حاکمیت ایران بر هرات، ۱۳۳.
57. ↑  رازنهان و  آهنگران، محمدشاه و حاکمیت ایران بر هرات، ۱۳۳.
58. ↑  رازنهان و  آهنگران، محمدشاه و حاکمیت ایران بر هرات، ۱۳۴.
59. ↑  ناطق، ایران در راه‌یابی فرهنگی، ۸۸.
60. ↑  ناطق، ایران در راه‌یابی فرهنگی، ۸۹.
61. ↑  Amanat, THE HERAT QUESTION.
62. ↑  ناطق، ایران در راه‌یابی فرهنگی، ۸۹.
63. ↑  Amanat, THE HERAT QUESTION.
64. ↑  Amanat, THE HERAT QUESTION.
65. ↑  ناطق، ایران در راه‌یابی فرهنگی، ۸۷.
66. ↑  رازنهان و  آهنگران، محمدشاه و حاکمیت ایران بر هرات، ۱۳۵.
67. ↑  رازنهان و  آهنگران، محمدشاه و حاکمیت ایران بر هرات، ۱۳۶.
68. ↑  رازنهان و  آهنگران، محمدشاه و حاکمیت ایران بر هرات، ۱۳۷.
69. ↑  رازنهان و  آهنگران، محمدشاه و حاکمیت ایران بر هرات، ۱۳۸.
70. ↑  رازنهان و  آهنگران، محمدشاه و حاکمیت ایران بر هرات، ۱۳۹.
71. ↑  رازنهان و  آهنگران، محمدشاه و حاکمیت ایران بر هرات، ۱۳۹.
72. ↑  Amanat, THE HERAT QUESTION.
73. ↑  Amanat, THE HERAT QUESTION.
74. ↑  ناطق، ایران در راه‌یابی فرهنگی، ۵۶.
75. ↑  رازنهان و  آهنگران، محمدشاه و حاکمیت ایران بر هرات، ۱۴۰.
76. ↑  Amanat, HERAT vi. THE HERAT QUESTION.
77. ↑  نجفی و  فقیه حقانی، بررسی مولفه‌های دین-حاکمیت-مدنیت و تکوین دولت-ملت در گستره هویت ملی ایران.
78. ↑  آوری، تاریخ معاصر ایران، ۱۰۸.
79. ↑  ناطق، ایران در راه‌یابی فرهنگی، ۵۳.
80. ↑  ناطق، ایران در راه‌یابی فرهنگی، ۵۳.
81. ↑  ناطق، ایران در راه‌یابی فرهنگی، ۵۵.
82. ↑  ناطق، ایران در راه‌یابی فرهنگی، ۵۴.
83. ↑  ناطق، ایران در راه‌یابی فرهنگی، ۵۵.
84. ↑  ناطق، ایران در راه‌یابی فرهنگی، ۵۴.
85. ↑  نصیری، رحمانیان و  رضوی، آشوب اصفهان، ۱۱۱.
86. ↑  نصیری، رحمانیان و  رضوی، آشوب اصفهان، ۱۱۲.
87. ↑  نصیری، رحمانیان و  رضوی، آشوب اصفهان، ۱۱۲.
88. ↑  ناطق، ایران در راه‌یابی فرهنگی، ۵۲.
89. ↑  ناطق، ایران در راه‌یابی فرهنگی، ۵۷.
90. ↑  ناطق، ایران در راه‌یابی فرهنگی، ۵۷.
91. ↑  ناطق، ایران در راه‌یابی فرهنگی، ۵۸.
92. ↑  نصیری، رحمانیان و  رضوی، آشوب اصفهان، ۱۱۴.
93. ↑  ناطق، ایران در راه‌یابی فرهنگی، ۱۴۵.
94. ↑  Volodarsky, Persia's foreign policy, 129.
95. ↑  ابوالحسنی، محمدشاه قاجار و عهدنامه ارزروم دوم.
96. ↑  ابوالحسنی، محمدشاه قاجار و عهدنامه ارزروم دوم.
97. ↑  ناطق، ایران در راه‌یابی فرهنگی، ۱۴۸.
98. ↑  ابوالحسنی، محمدشاه قاجار و عهدنامه ارزروم دوم.
99. ↑  ناطق، ایران در راه‌یابی فرهنگی، ۱۴۹.
100. ↑  Volodarsky, Persia's foreign policy, 130.
101. ↑  ابوالحسنی، محمدشاه قاجار و عهدنامه ارزروم دوم.
102. ↑  ابوالحسنی، محمدشاه قاجار و عهدنامه ارزروم دوم.
103. ↑  Volodarsky, Persia's foreign policy, 131.
104. ↑  ناطق، ایران در راه‌یابی فرهنگی، ۱۴۴.
105. ↑  ابوالحسنی، محمدشاه قاجار و عهدنامه ارزروم دوم.
106. ↑  Volodarsky, Persia's foreign policy, 131.
107. ↑  Volodarsky, Persia's foreign policy, 132.
108. ↑  ابوالحسنی، محمدشاه قاجار و عهدنامه ارزروم دوم.
109. ↑  Volodarsky, Persia's foreign policy, 132.
110. ↑  Volodarsky, Persia's foreign policy, 132.
111. ↑  ابوالحسنی، محمدشاه قاجار و عهدنامه ارزروم دوم.
112. ↑  ناطق، ایران در راه‌یابی فرهنگی، ۳۰.
113. ↑  علیپور، منع برده فروشی در عصر قاجار، ۱۵۰.
114. ↑  ابراهیمی، لغو تجارت برده در خلیج فارس، ۸۰.
115. ↑  ابراهیمی، لغو تجارت برده در خلیج فارس، ۸۱.
116. ↑  ابراهیمی، لغو تجارت برده در خلیج فارس، ۸۲.
117. ↑  علیپور، منع برده فروشی در عصر قاجار، ۱۵۳.
118. ↑  ابراهیمی، لغو تجارت برده در خلیج فارس، ۸۶.
119. ↑  ابراهیمی، لغو تجارت برده در خلیج فارس، ۸۹.
120. ↑  ابراهیمی، لغو تجارت برده در خلیج فارس، ۹۰.
121. ↑  ابراهیمی، لغو تجارت برده در خلیج فارس، ۹۱.
122. ↑  ابراهیمی، لغو تجارت برده در خلیج فارس، ۹۲.
123. ↑  ناطق، ایران در راه‌یابی فرهنگی، ۸۰.
124. ↑  ناطق، ایران در راه‌یابی فرهنگی، ۸۵.
125. ↑  ناطق، ایران در راه‌یابی فرهنگی، ۸۶.
126. ↑  ناطق، ایران در راه‌یابی فرهنگی، ۸۷.
127. ↑  ناطق، ایران در راه‌یابی فرهنگی، ۹۱.
128. ↑  Ghani, Iran and the West.
129. ↑  Volodarsky, Persia's foreign policy, 122.
130. ↑  ناطق، ایران در راه‌یابی فرهنگی، ۹۲.
131. ↑  ناطق، ایران در راه‌یابی فرهنگی، ۹۵.
132. ↑  ناطق، ایران در راه‌یابی فرهنگی، ۹۶.
133. ↑  ناطق، ایران در راه‌یابی فرهنگی، ۹۸.
134. ↑  Calmard, MOḤAMMAD SHAH QĀJĀR.
135. ↑  ناطق، ایران در راه‌یابی فرهنگی، ۱۰۱.
136. ↑  ناطق، ایران در راه‌یابی فرهنگی، ۹۸.
137. ↑  ناطق، ایران در راه‌یابی فرهنگی، ۹۹.
138. ↑  ناطق، ایران در راه‌یابی فرهنگی، ۹۹.
139. ↑  قائم مقامی، رقابت روس و انگلیس در ایران، ۷۶.
140. ↑  قائم مقامی، رقابت روس و انگلیس در ایران، ۷۷.
141. ↑  قائم مقامی، رقابت روس و انگلیس در ایران، ۷۸.
142. ↑  ناطق، ایران در راه‌یابی فرهنگی، ۱۰۰.
143. ↑  حسنی، شیلات در مناسبات ایران و روس، ۱۰۰.
144. ↑  ناطق، ایران در راه‌یابی فرهنگی، ۱۰۶.
145. ↑  Calmard, MOḤAMMAD SHAH QĀJĀR.
146. ↑  ناطق، ایران در راه‌یابی فرهنگی، ۱۰۵.
147. ↑  ناطق، ایران در راه‌یابی فرهنگی، ۱۰۷.
148. ↑  Calmard, MOḤAMMAD SHAH QĀJĀR.
149. ↑  Calmard, MOḤAMMAD SHAH QĀJĀR.
150. ↑  ناطق، ایران در راه‌یابی فرهنگی، ۱۰۷.
151. ↑  ناطق، ایران در راه‌یابی فرهنگی، ۱۰۹.
152. ↑  ناطق، ایران در راه‌یابی فرهنگی، ۱۰۹.
153. ↑  Volodarsky, Persia's foreign policy, 125.
154. ↑  Volodarsky, Persia's foreign policy, 125.
155. ↑  ناطق، ایران در راه‌یابی فرهنگی، ۱۱۱.
156. ↑  ناطق، ایران در راه‌یابی فرهنگی، ۱۱۱.
157. ↑  Volodarsky, Persia's foreign policy, 125.
158. ↑  ناطق، ایران در راه‌یابی فرهنگی، ۱۱۲.
159. ↑  ناطق، ایران در راه‌یابی فرهنگی، ۱۱۴.
160. ↑  ناطق، ایران در راه‌یابی فرهنگی، ۱۲۷.
161. ↑  Volodarsky, Persia's foreign policy, 125.
162. ↑  ناطق، ایران در راه‌یابی فرهنگی، ۱۱۸.
163. ↑  Volodarsky, Persia's foreign policy, 126.
164. ↑  ناطق، ایران در راه‌یابی فرهنگی، ۱۲۰.
165. ↑  Volodarsky, Persia's foreign policy, 126.
166. ↑  ناطق، ایران در راه‌یابی فرهنگی، ۱۲۱.
167. ↑  Volodarsky, Persia's foreign policy, 126.
168. ↑  ناطق، ایران در راه‌یابی فرهنگی، ۱۲۳.
169. ↑  Volodarsky, Persia's foreign policy, 127.
170. ↑  ناطق، ایران در راه‌یابی فرهنگی، ۱۲۵.
171. ↑  Amanat، ALLĀH-QOLĪ KHAN ĪLḴĀNĪ.
172. ↑  Amanat، ALLĀH-QOLĪ KHAN ĪLḴĀNĪ.
173. ↑  Amanat، ALLĀH-QOLĪ KHAN ĪLḴĀNĪ.
174. ↑  ناطق، ایران در راه‌یابی فرهنگی، ۱۴.
175. ↑  ناطق، ایران در راه‌یابی فرهنگی، 24.
176. ↑  Amanat، ĀQĀSĪ.
177. ↑  Calmard, MOḤAMMAD SHAH QĀJĀR.
178. ↑  ناطق، ایران در راه‌یابی فرهنگی، ۴۱.
179. ↑  ناطق، ایران در راه‌یابی فرهنگی، ۳۹.
180. ↑  ناطق، ایران در راه‌یابی فرهنگی، ۴۲.
181. ↑  ناطق، ایران در راه‌یابی فرهنگی، ۴۳.
182. ↑  ناطق، ایران در راه‌یابی فرهنگی، ۴۴.
183. ↑  ناطق، ایران در راه‌یابی فرهنگی، ۴۵.
184. ↑  ناطق، ایران در راه‌یابی فرهنگی، ۴۶.
185. ↑  ناطق، ایران در راه‌یابی فرهنگی، ۴۸.
186. ↑  ناطق، ایران در راه‌یابی فرهنگی، ۴۹.
187. ↑  ناطق، ایران در راه‌یابی فرهنگی، ۵۲.
188. ↑  ناطق، ایران در راه‌یابی فرهنگی، ۵۳.
189. ↑  ناطق، ایران در راه‌یابی فرهنگی، ۴۹.
190. ↑  ناطق، ایران در راه‌یابی فرهنگی، ۱۵۲.
191. ↑  ناطق، ایران در راه‌یابی فرهنگی، ۱۵۳.
192. ↑  Calmard, MOḤAMMAD SHAH QĀJĀR.
193. ↑  MacEoin, BĀB, ʿAli Moḥammad Širāzi.
194. ↑  ناطق، ایران در راه‌یابی فرهنگی، ۶۳.
195. ↑  ناطق، ایران در راه‌یابی فرهنگی، ۶۴.
196. ↑  ناطق، ایران در راه‌یابی فرهنگی، ۶۵.
197. ↑  ناطق، ایران در راه‌یابی فرهنگی، ۶۶.
198. ↑  MacEoin, BĀB, ʿAli Moḥammad Širāzi.
199. ↑  ناطق، ایران در راه‌یابی فرهنگی، ۶۶.
200. ↑  MacEoin, BĀB, ʿAli Moḥammad Širāzi.
201. ↑  MacEoin, BĀB, ʿAli Moḥammad Širāzi.
202. ↑  ناطق، ایران در راه‌یابی فرهنگی، ۶۸.
203. ↑  ناطق، ایران در راه‌یابی فرهنگی، ۳۴.
204. ↑  ناطق، ایران در راه‌یابی فرهنگی، ۳۹.
205. ↑  ناطق، ایران در راه‌یابی فرهنگی، ۴۰.
206. ↑  ناطق، ایران در راه‌یابی فرهنگی، ۱۷۵.
207. ↑  Volodarsky, Persia's foreign policy, 126.
208. ↑  ناطق، ایران در راه‌یابی فرهنگی، ۱۸۱.
209. ↑  ناطق، ایران در راه‌یابی فرهنگی، ۱۸۲.
210. ↑  ناطق، ایران در راه‌یابی فرهنگی، ۱۸۶.
211. ↑  Armajani, Christian Missions in Persia.
212. ↑  سلطانیان، کارنامه فرهنگی میسیونرهای لازاریست، ۶۸.
213. ↑  سلطانیان، کارنامه فرهنگی میسیونرهای لازاریست، ۶۷.
214. ↑  ناطق، ایران در راه‌یابی فرهنگی، ۲۰۲.
215. ↑  ناطق، ایران در راه‌یابی فرهنگی، ۳۱.
216. ↑  ناطق، ایران در راه‌یابی فرهنگی، ۲۶.
217. ↑  شاهدی، فروش خالصجات در دوره ناصری، ۵۳.
218. ↑  ناطق، ایران در راه‌یابی فرهنگی، ۲۶.
219. ↑  شاهدی، فروش خالصجات در دوره ناصری، ۵۳.
220. ↑  Floor, ḴĀṢṢA.
221. ↑  ناطق، ایران در راه‌یابی فرهنگی، ۳۱.
222. ↑  ناطق، ایران در راه‌یابی فرهنگی، ۲۶.
223. ↑  شاهدی، فروش خالصجات در دوره ناصری، ۵۲.
224. ↑  شاهدی، نگاهی به املاک خالصه.
225. ↑  ناطق، ایران در راه‌یابی فرهنگی، ۲۳۹–۲۴۵.
226. ↑  ناطق، ایران در راه‌یابی فرهنگی، ۲۳۹.
227. ↑  ناطق، ایران در راه‌یابی فرهنگی، ۲۳۹–۲۴۳.
228. ↑  Calmard, MOḤAMMAD SHAH QĀJĀR.
229. ↑  Calmard, MOḤAMMAD SHAH QĀJĀR.
230. ↑  Calmard, MOḤAMMAD SHAH QĀJĀR.
231. ↑  Hambly, The Cambridge History of Iran, 131.
232. ↑  ناطق، ایران در راه‌یابی فرهنگی، ۲۸.
233. ↑  Hambly, The Cambridge History of Iran, 169.
234. ↑  ناطق، ایران در راه‌یابی فرهنگی، ۲۴.
235. ↑  ناطق، ایران در راه‌یابی فرهنگی، ۶.
236. ↑  ناطق، ایران در راه‌یابی فرهنگی، ۳۷.
237. ↑  ناطق، ایران در راه‌یابی فرهنگی، ۲۴۸.
238. ↑  ناطق، ایران در راه‌یابی فرهنگی، ۲۴۹.
239. ↑  Hambly, The Cambridge History of Iran, 170.
240. ↑  Amanat, Iran: A Modern History, 310.
241. ↑  Amanat, Pivot of the Universe, 27.